# Stalles
Pour les articles homonymes, voir Stalle (homonymie).
Pour les articles ayant des titres homophones, voir Staël, Stahl et Stals.

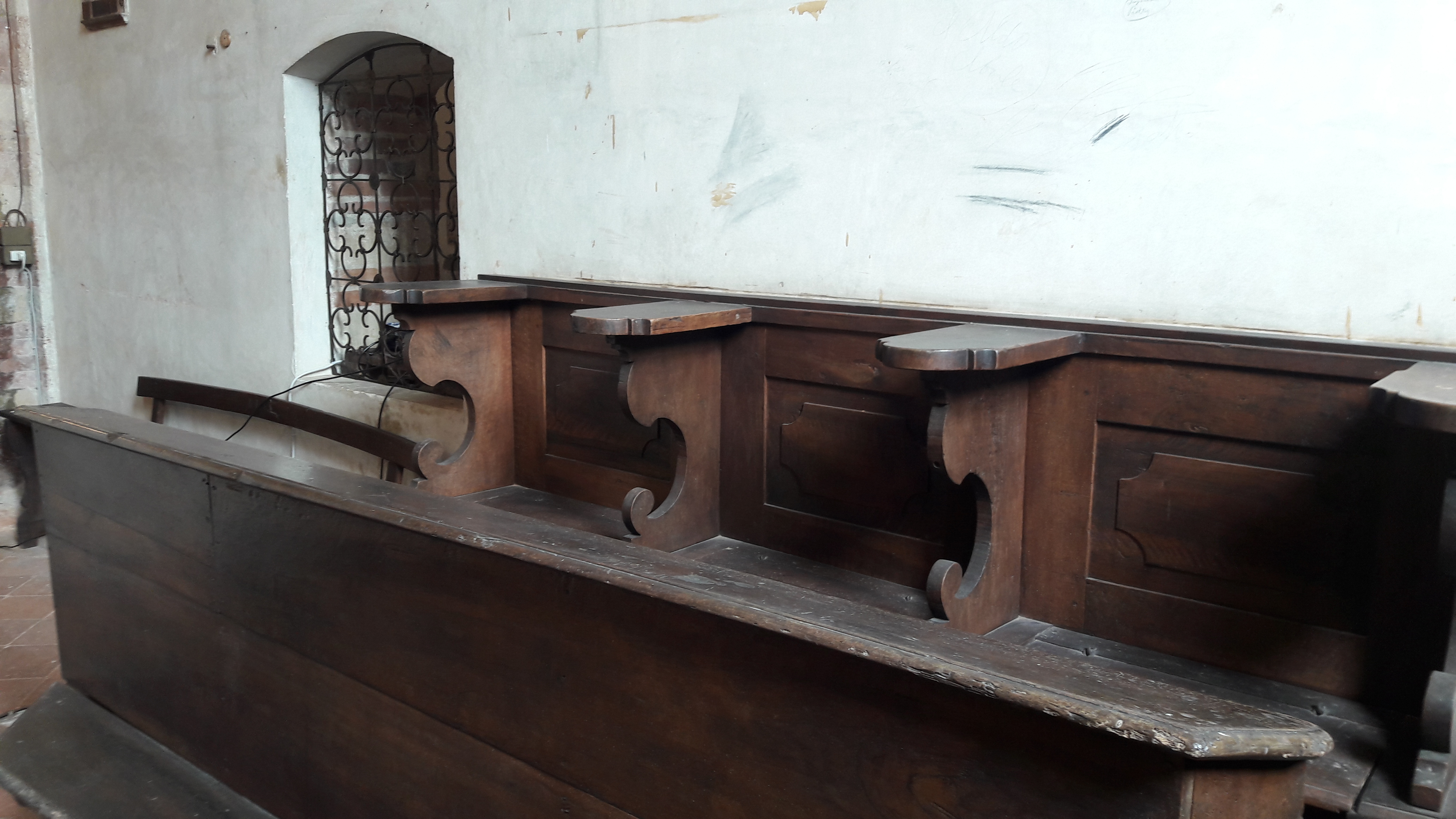
Stalles de grande simplicité dans l'église franciscaine de Saint-François, Cassine, Italie.

Les stalles sont les rangées de sièges, liés les uns aux autres et alignés le long des murs du chœur des cathédrales ou églises collégiales et abbatiales, répartissant en deux groupes les chanoines, moines et moniales (ces derniers dans les couvents). Ils se trouvent ainsi divisés en deux chœurs (d'où le nom donné à l'espace lui-même) pour la pratique de la psalmodie, pour les moments de chant alterné ou de récitation alternée, des psaumes et des autres textes de l’office divin. Ces sièges ont la caractéristique de permettre deux positions : ou bien assise ou bien debout (si le siège est relevé), avec appui sur une « miséricorde ».
Elles sont principalement réalisées par une main-d’œuvre qualifiée, les huchiers,.
Eugène Viollet-le-Duc en donne la définition suivante : « Rangées de sièges qui, placés dans le chœur des églises ou dans les salles d’assemblées, sont destinés aux membres du clergé, aux religieux d’un monastère, à un chapitre, ou même à des laïques réunis en conseil. »

## Description
À l'origine, les clercs, les moines et les moniales se tiennent debout dans des compartiments individuels le plus souvent en bois, séparés par des parcloses.
Avec la longueur des offices, les stalles se composent par la suite de sièges amovibles et rabattables, sous lesquels se trouve une petite console, appelée « miséricorde », cette sellette servant d'appui discret lorsqu'on est debout. Chaque siège est séparé de celui d'à côté par des parcloses surmontées d'accoudoirs. Aux extrémités des stalles se trouvent les jouées qui sont des plaques ornementées. Enfin, les stalles sont surmontées soit par un haut dossier (dais), soit par un baldaquin.
Deux stalles aux extrémités droite et gauche de la série sont distinctes dans leur conception : ce sont les sièges des abbés (abbesses) et prieur de la communauté monastique.
À l'origine très simples et fonctionnelles, comme on peut voir dans le couvent San Damiano des clarisses d'Assise, les stalles deviennent au fil des temps des œuvres d'art dans les abbayes les plus prospères et surtout dans les cathédrales de diocèses plus riches.

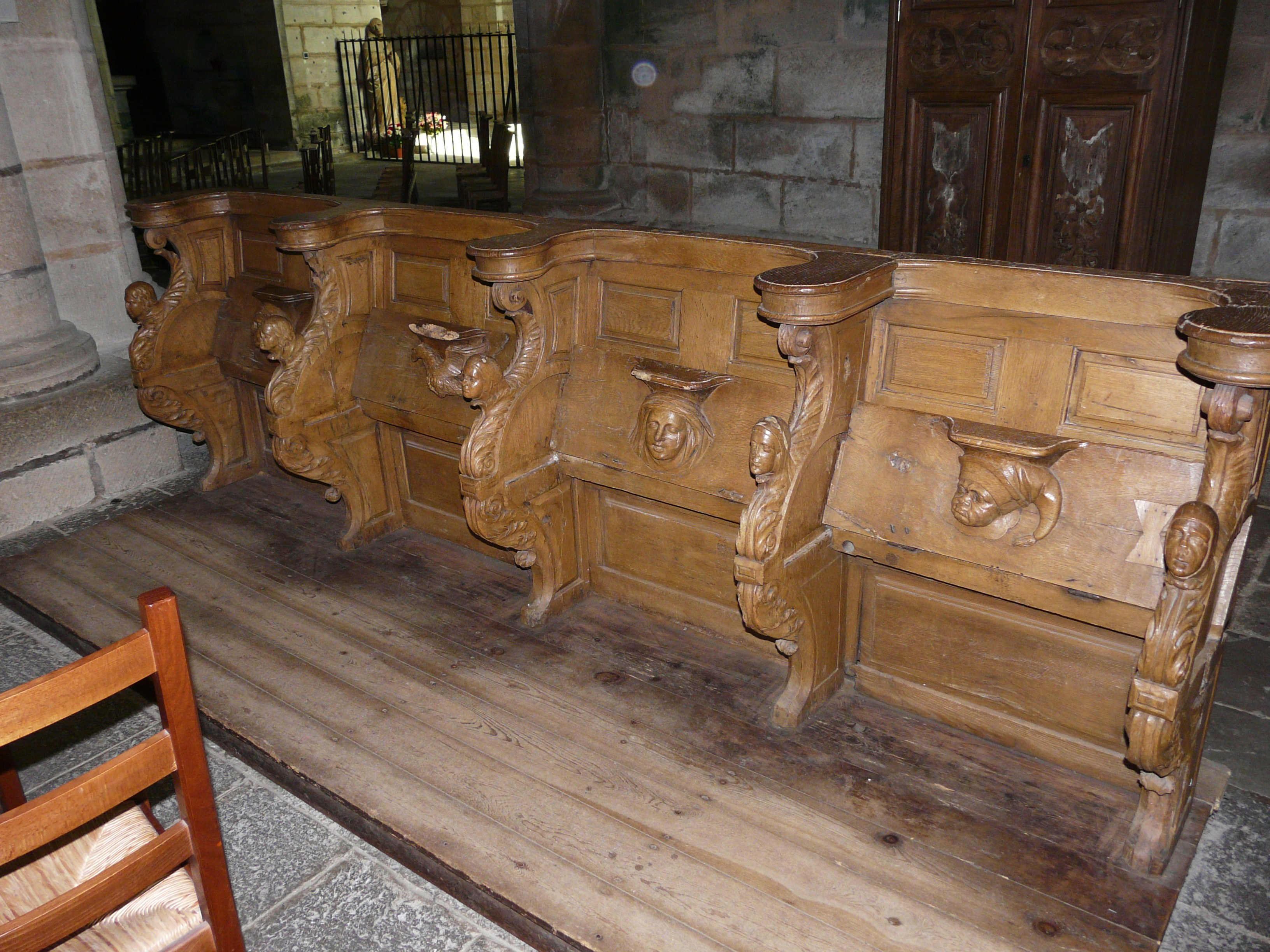
Un ensemble de quatre stalles à l'abbaye d'Aubazine.
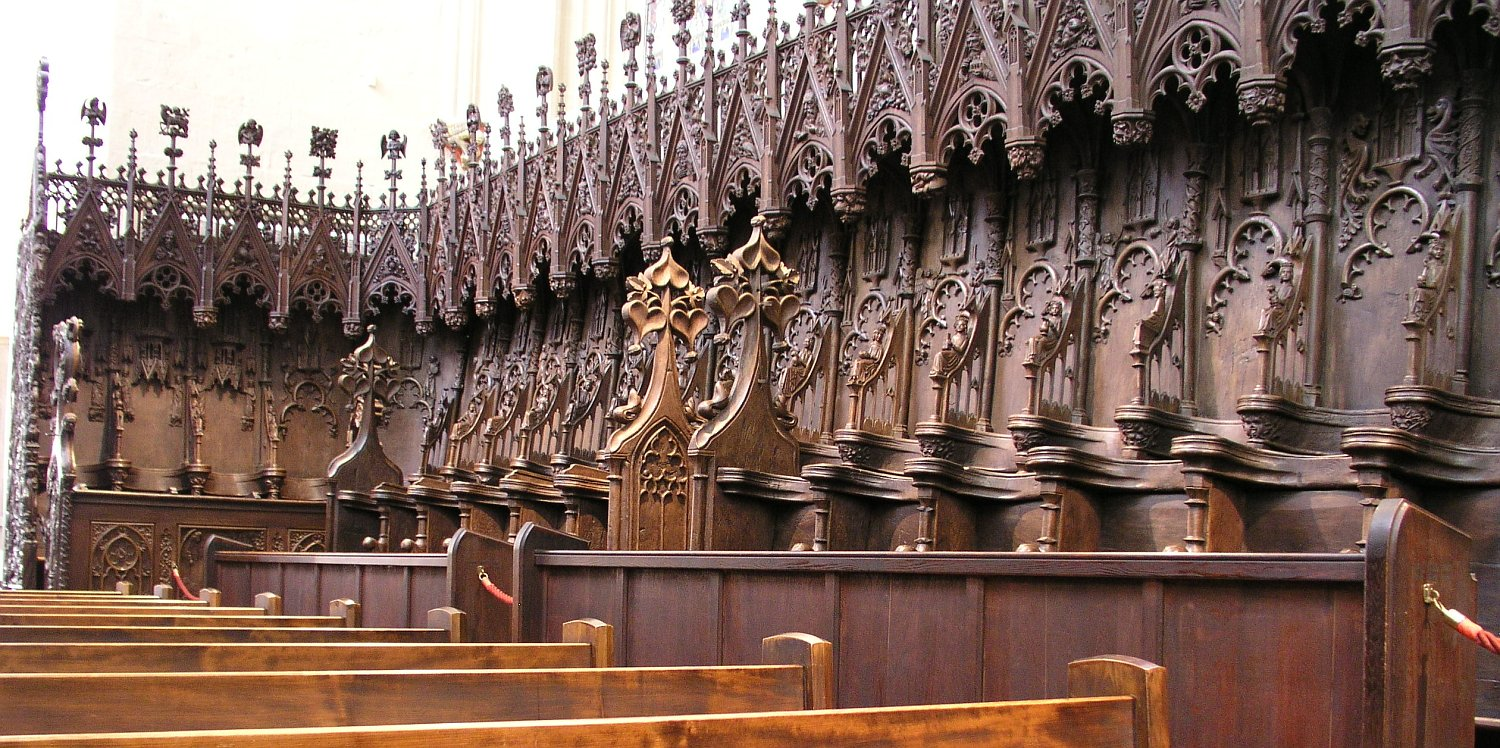
Stalles à la cathédrale d'Erfurt.
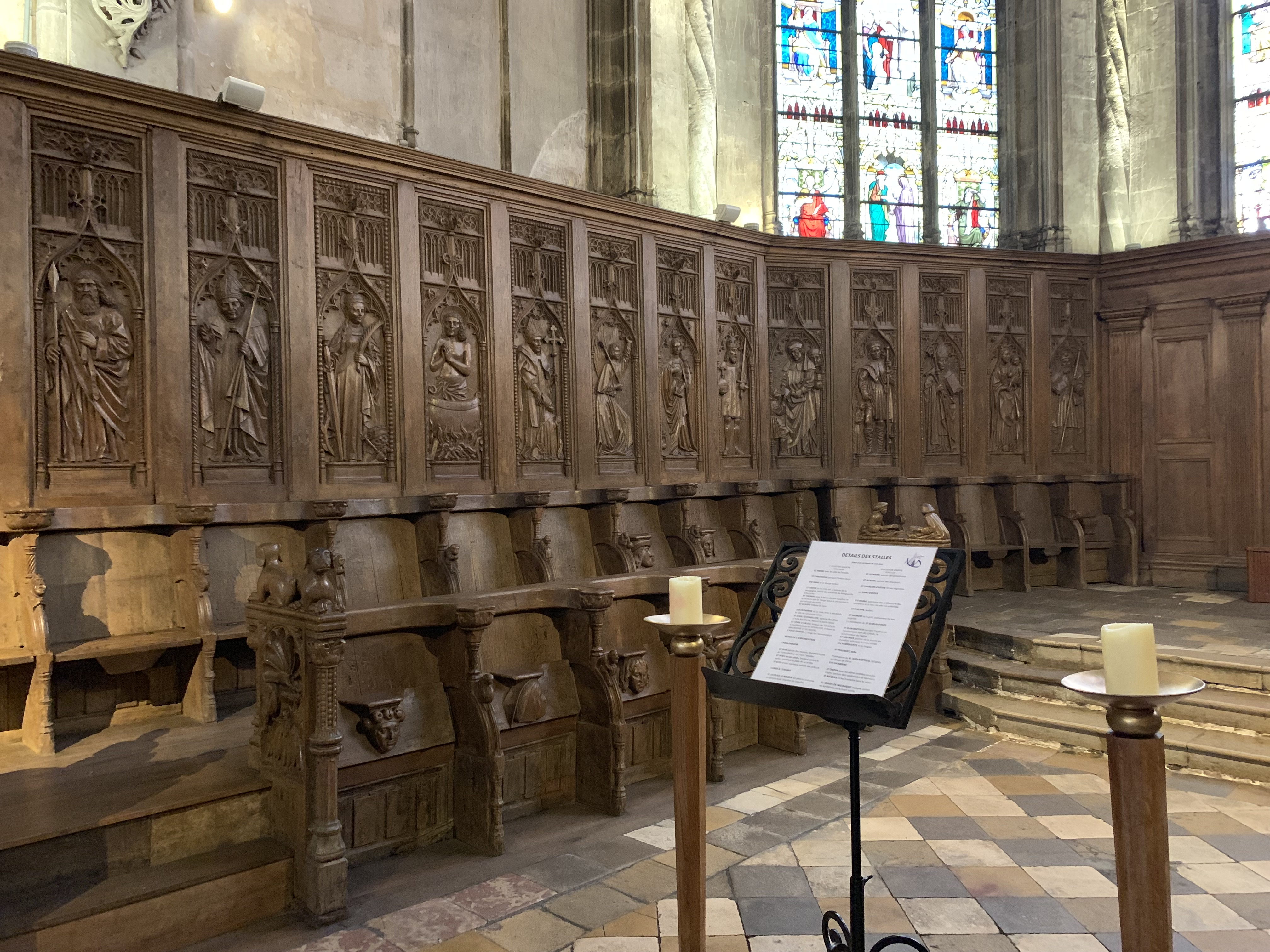
Stalles de la cocathédrale Notre-Dame-de-l'Annonciation de Bourg-en-Bresse.
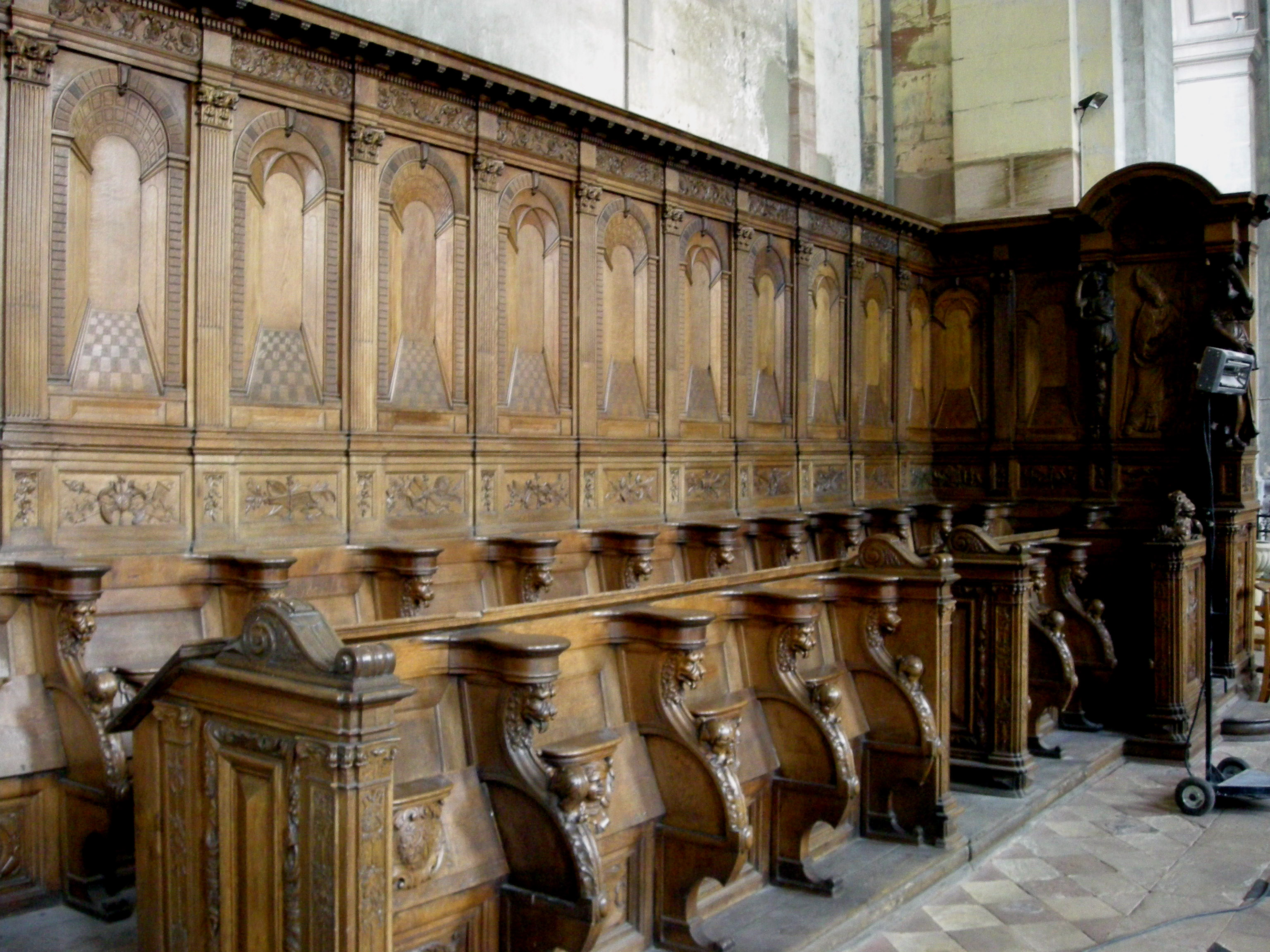
Stalles du chœur de l'église abbatiale de Moyenmoutier (XVIIe siècle).
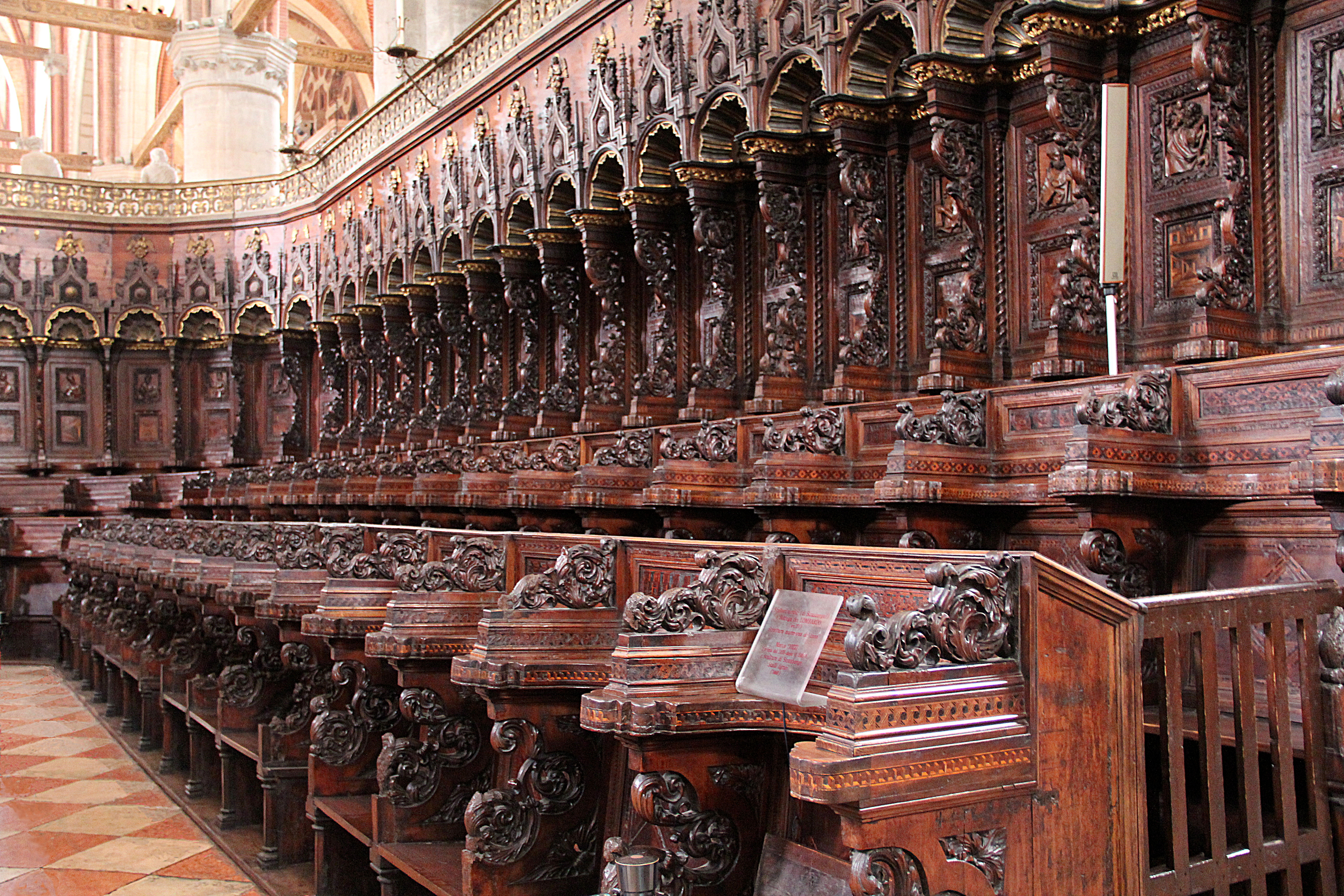
Stalles de la basilique Santa Maria Gloriosa dei Frari à Venise.

## Les «miséricordes»
Alors qu'avant le XIe siècle, on trouve plutôt mention d'un bâton que les chanoines ou les moines plaçaient discrètement derrière eux, on voit apparaître, au XIe siècle, pour la première fois dans les textes, la notion de « miséricorde ». Les miséricordes se présentent sous la forme de petits sièges pliants. Tous les chanoines n'en possédaient pas et il est possible qu'elles aient été réservées aux plus âgés d'entre eux. Certaines miséricordes sont extrêmement ouvragées et d'une grande diversité, représentant des faiblesses humaines et différents types de fous.

### Miséricordes sculptées (Belgique)

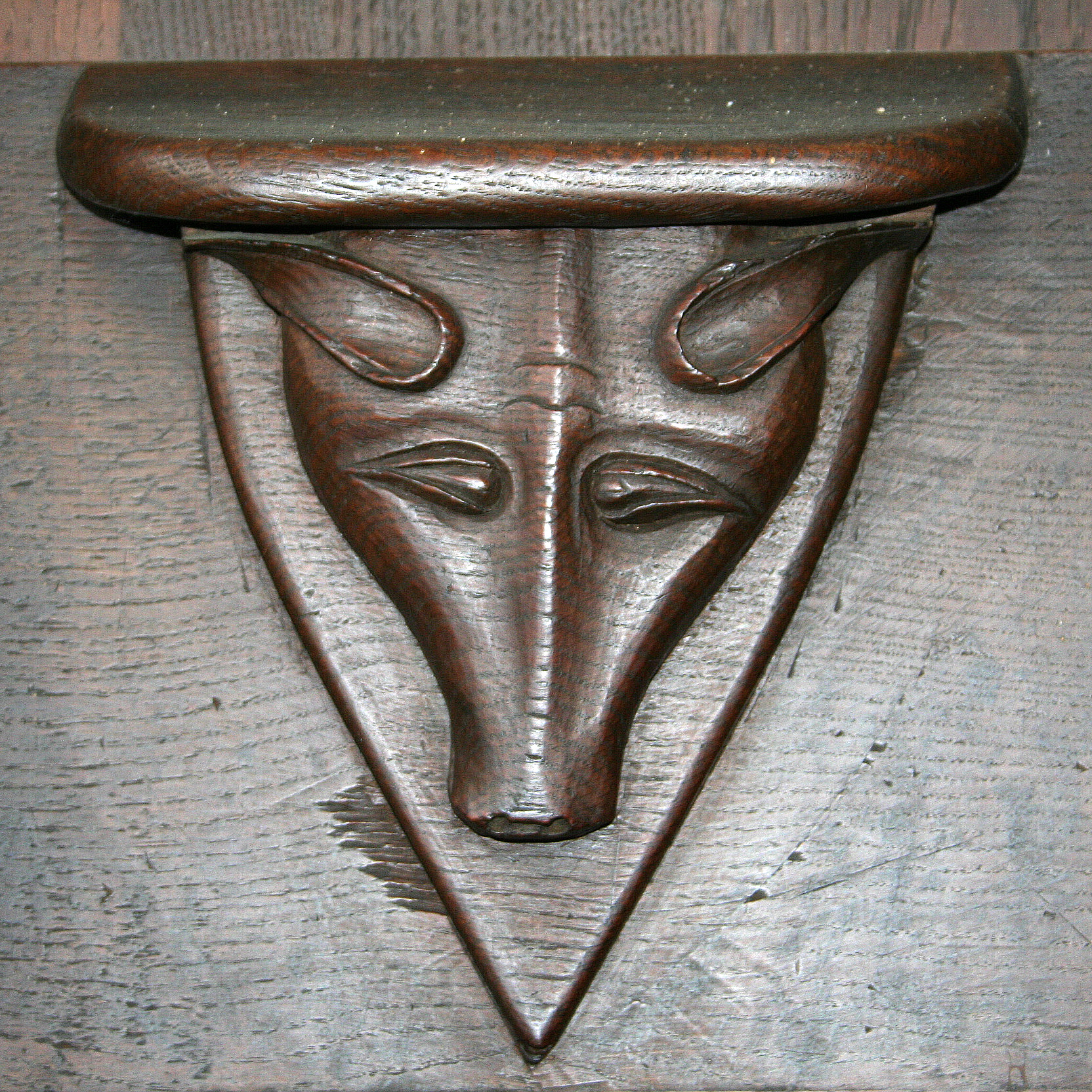
Satire de la gourmandise, Hastière-par-delà.
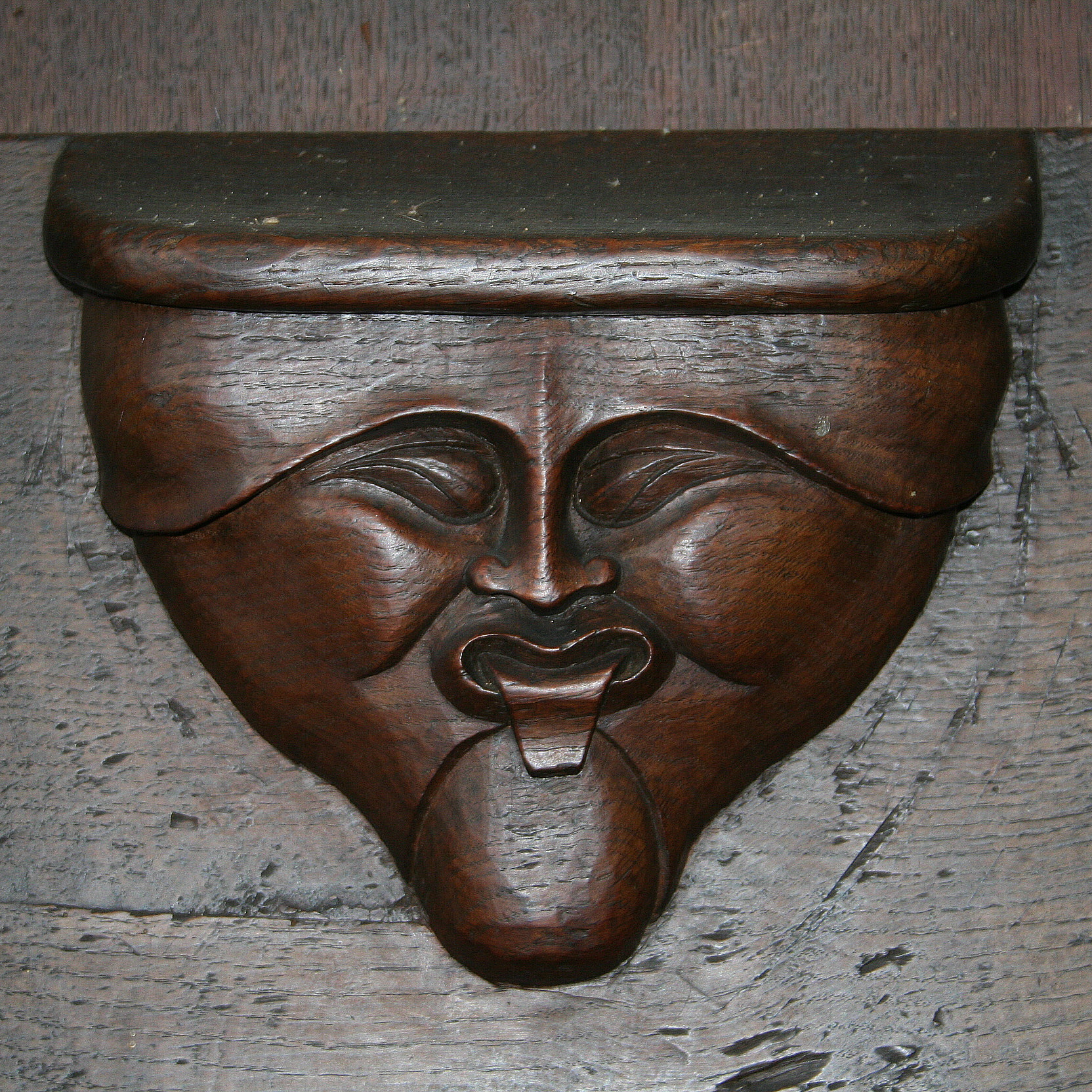
Satire de la médisance, Hastière-par-delà.
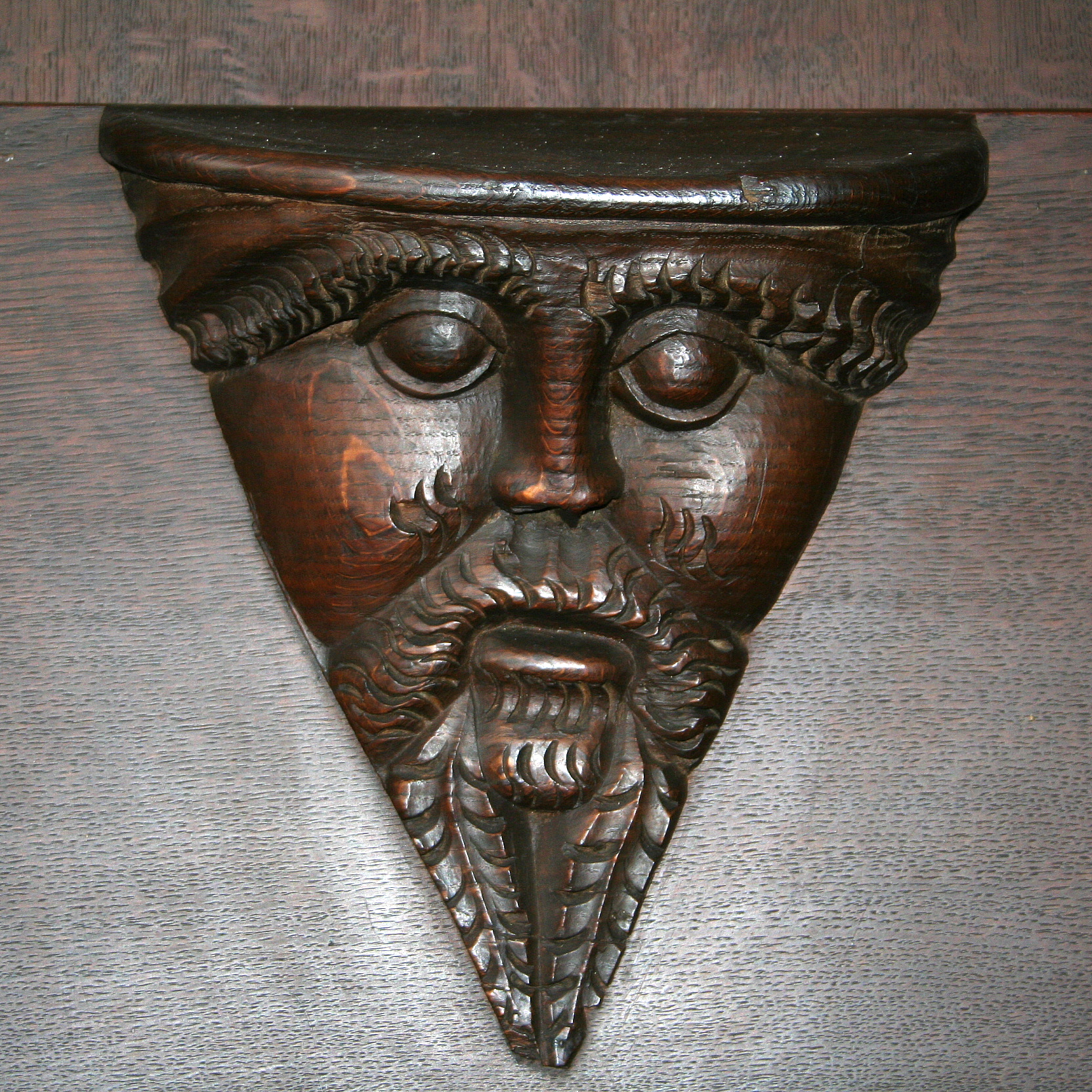
Satire du seigneur féodal, Hastière-par-delà.
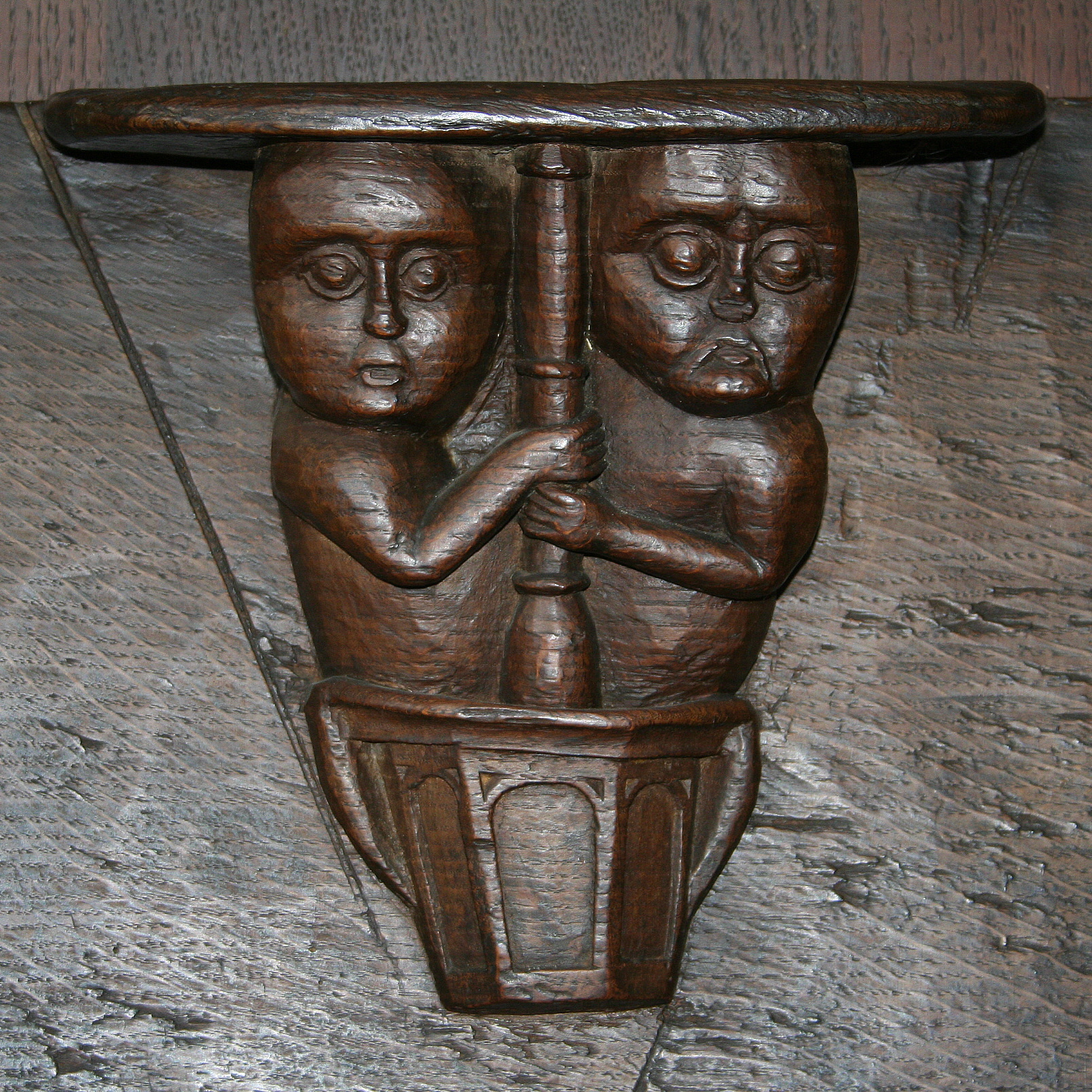
Satire du mariage, Hastière-par-delà.
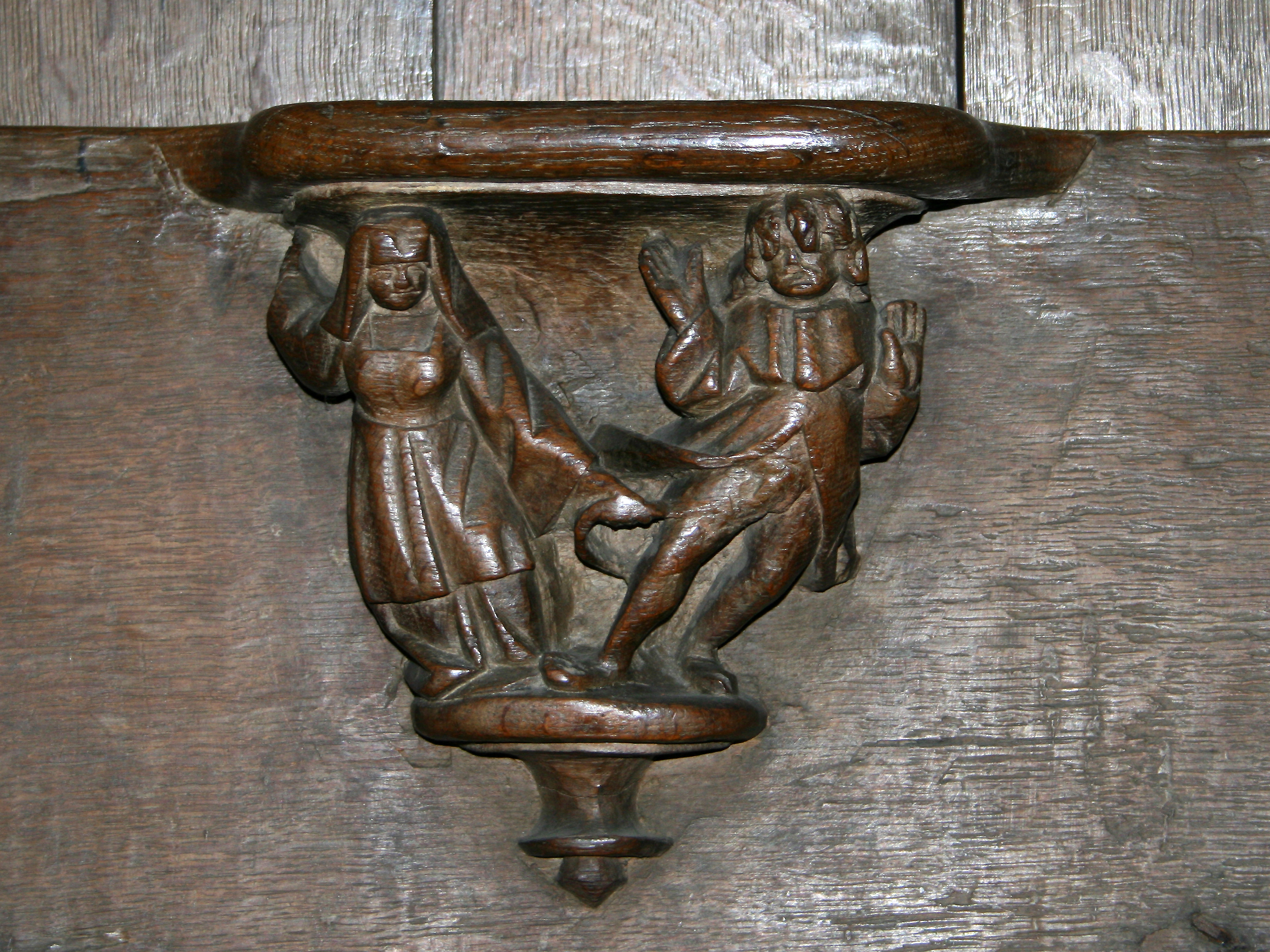
Satire de la luxure, Walcourt.
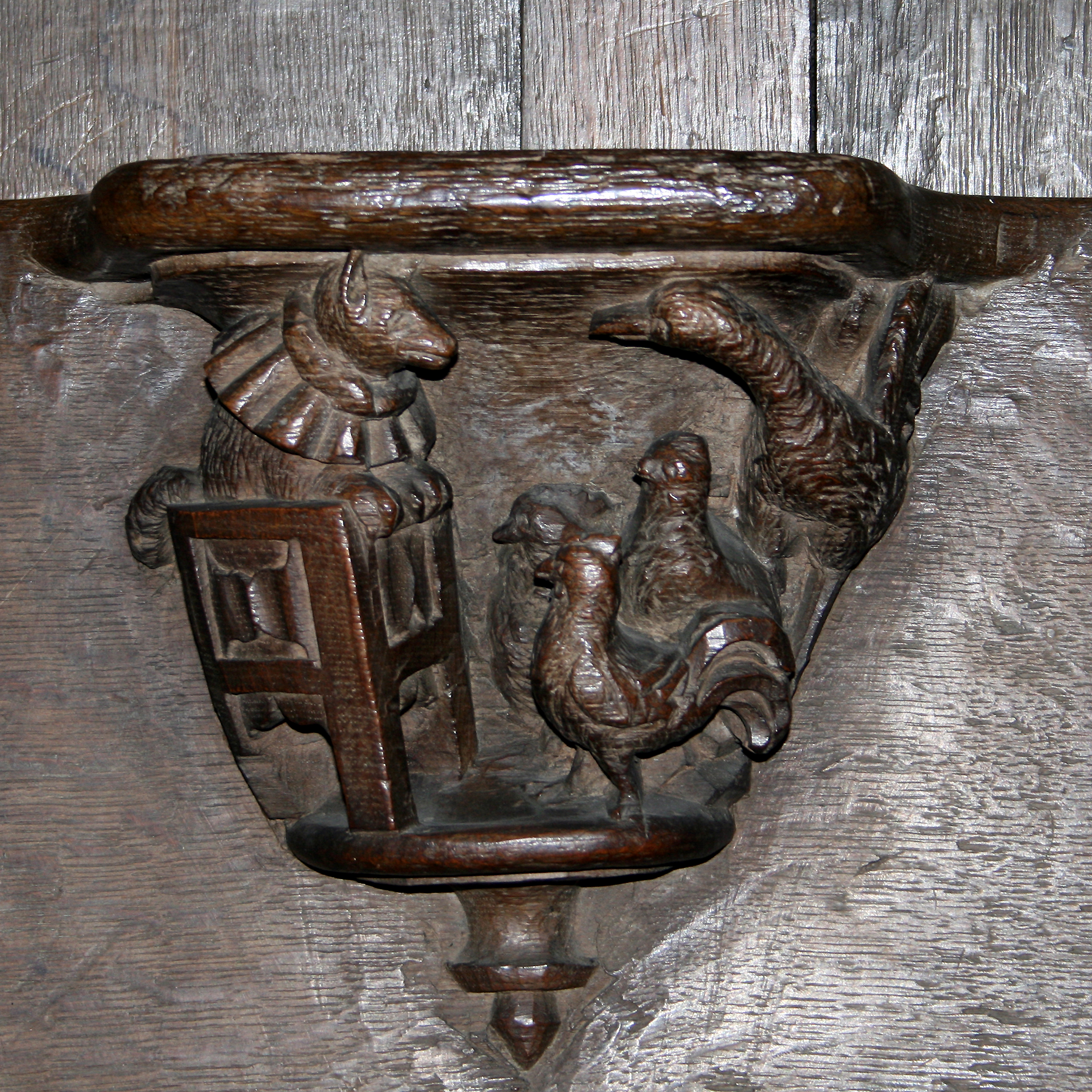
Proverbe flamand, Walcourt.
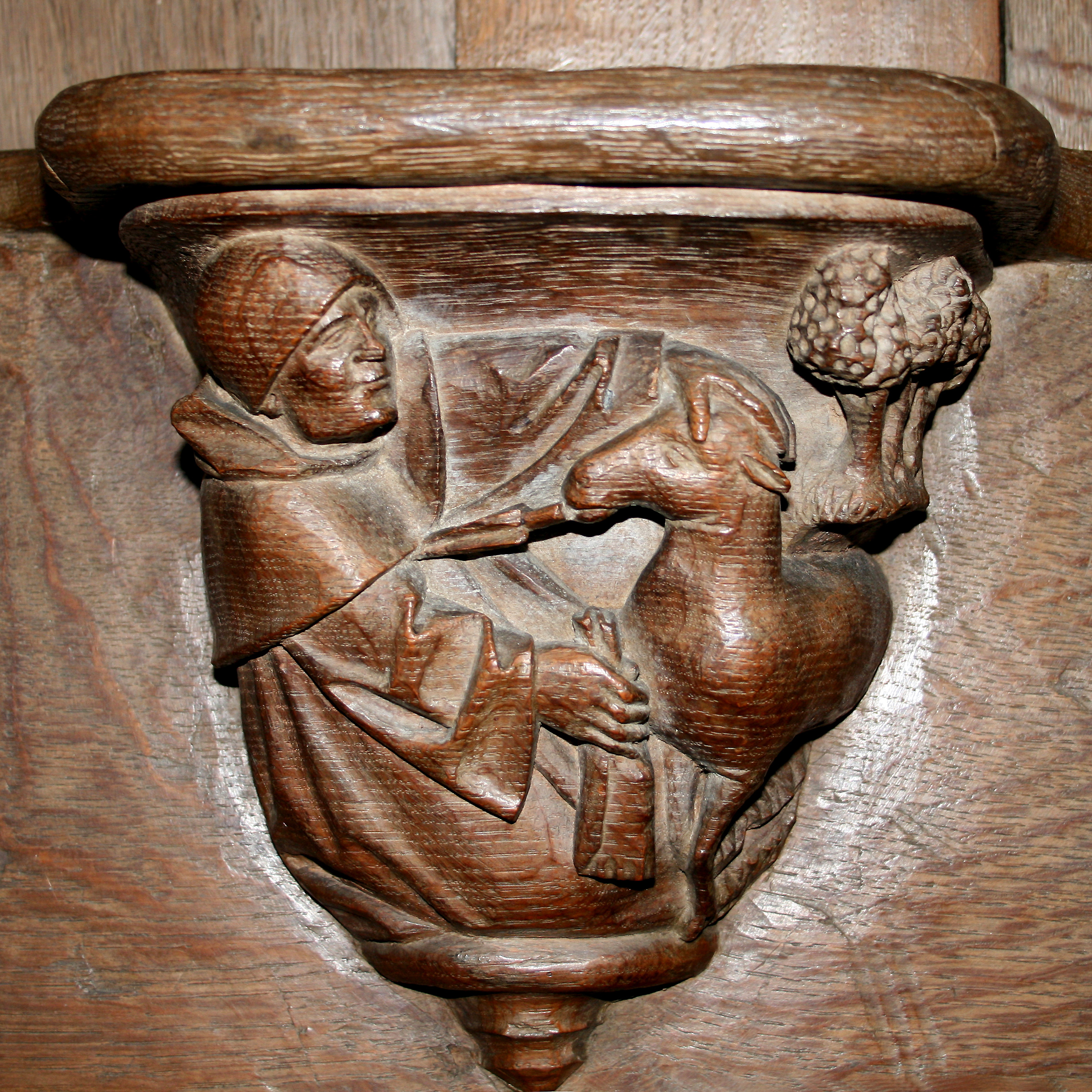
Le moine et l'agneau, Walcourt.
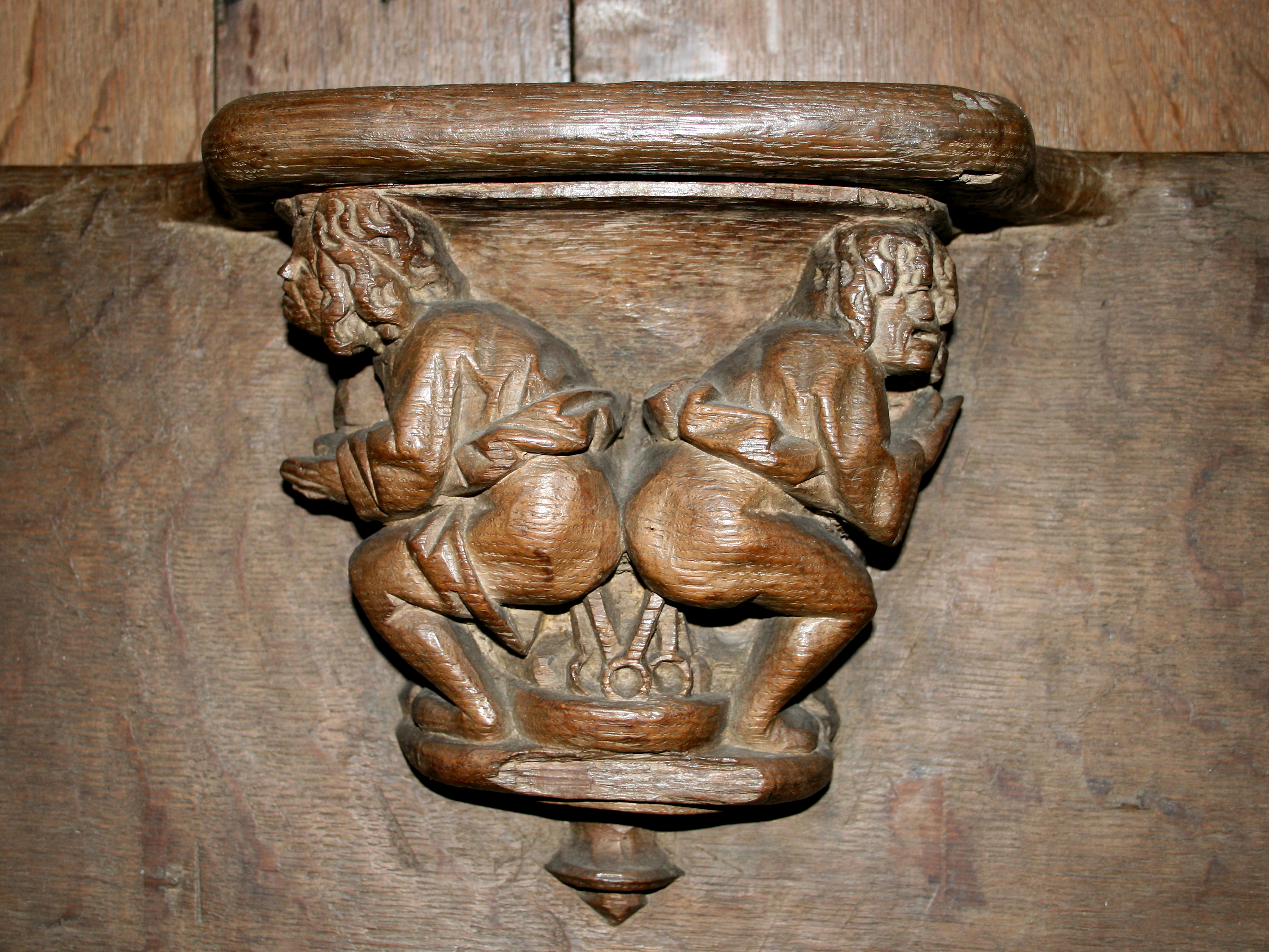
Sujet satyrique, Walcourt.

### Miséricordes sculptées (Bourg-en-Bresse)

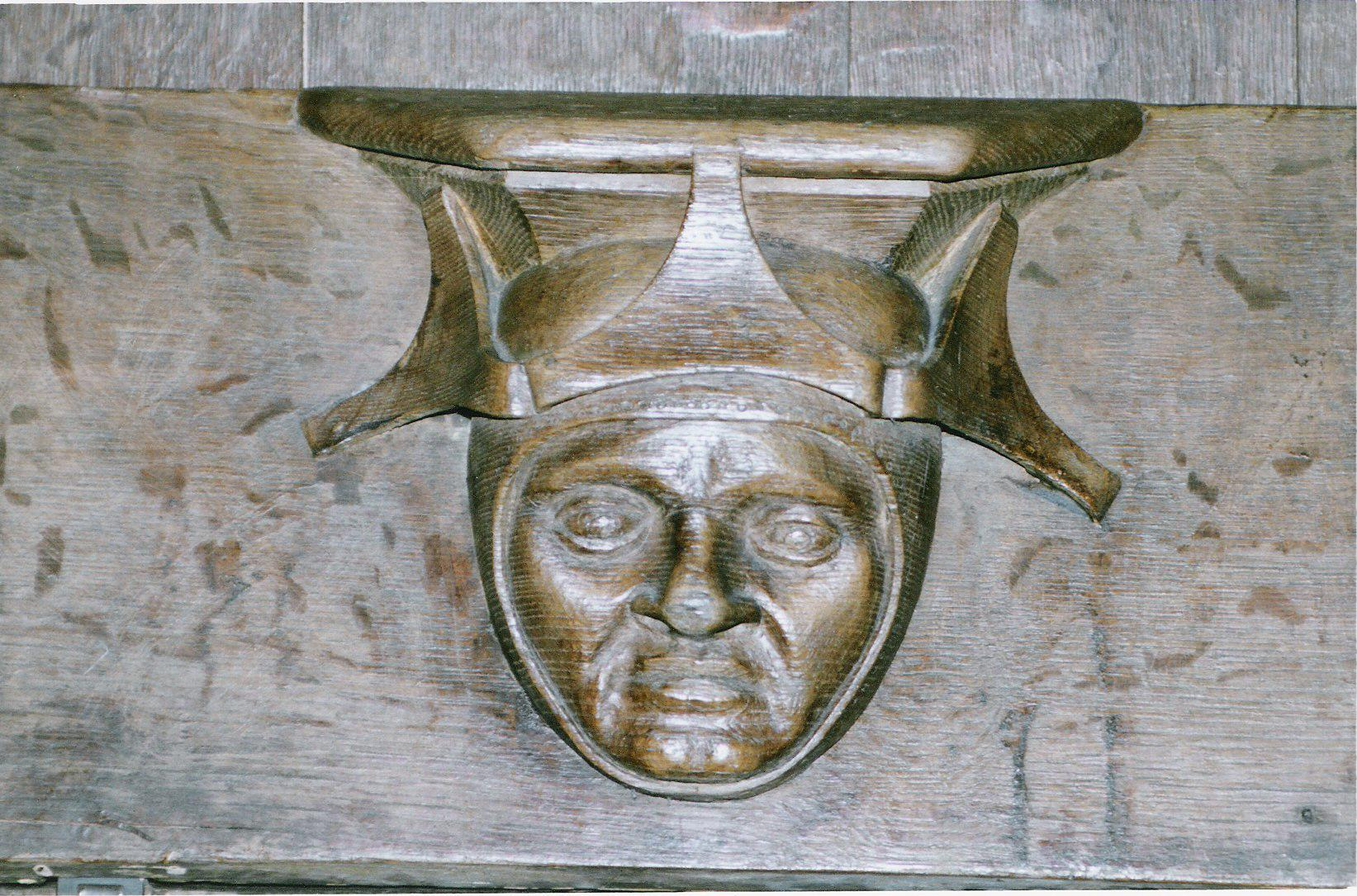
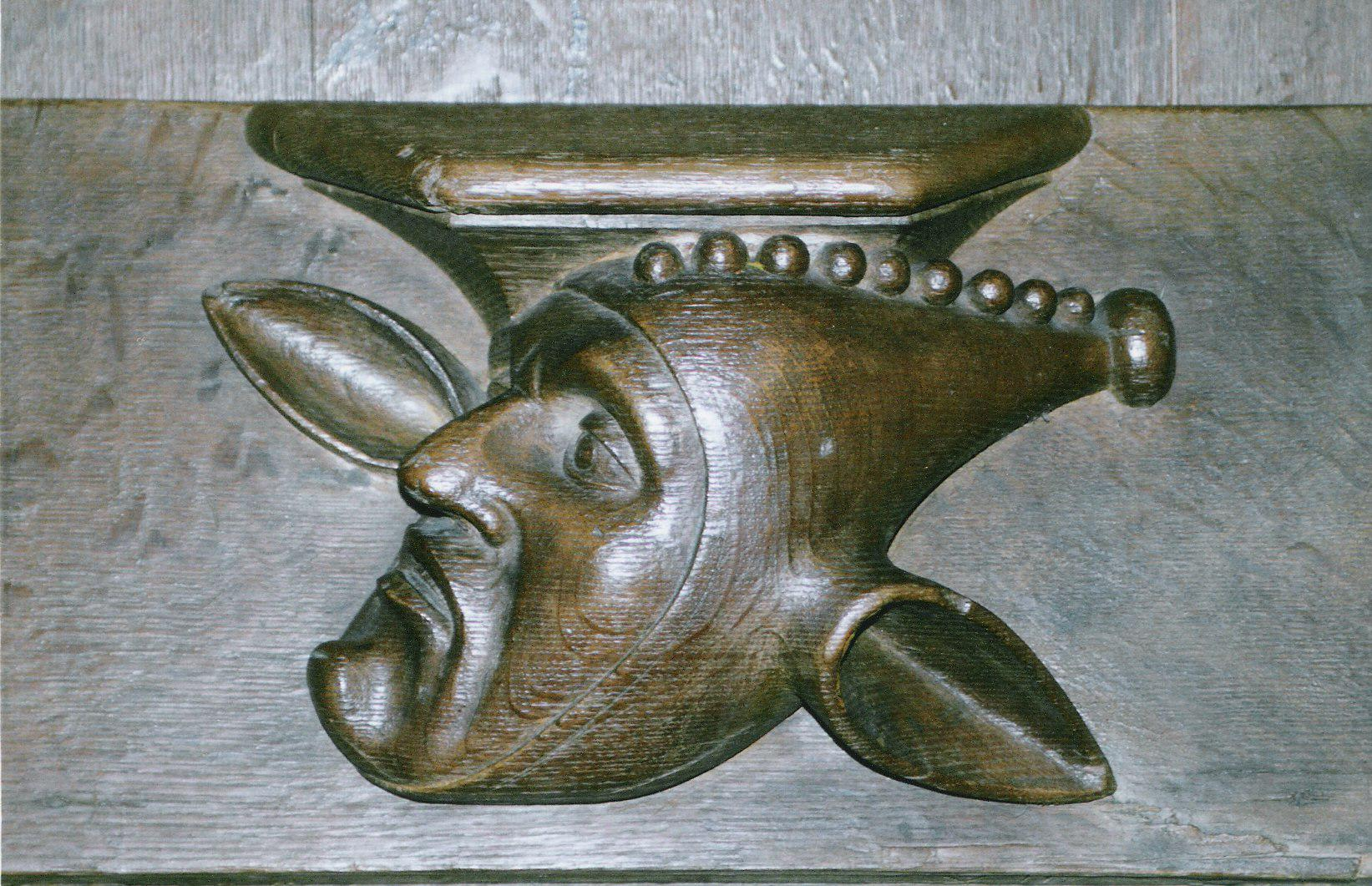
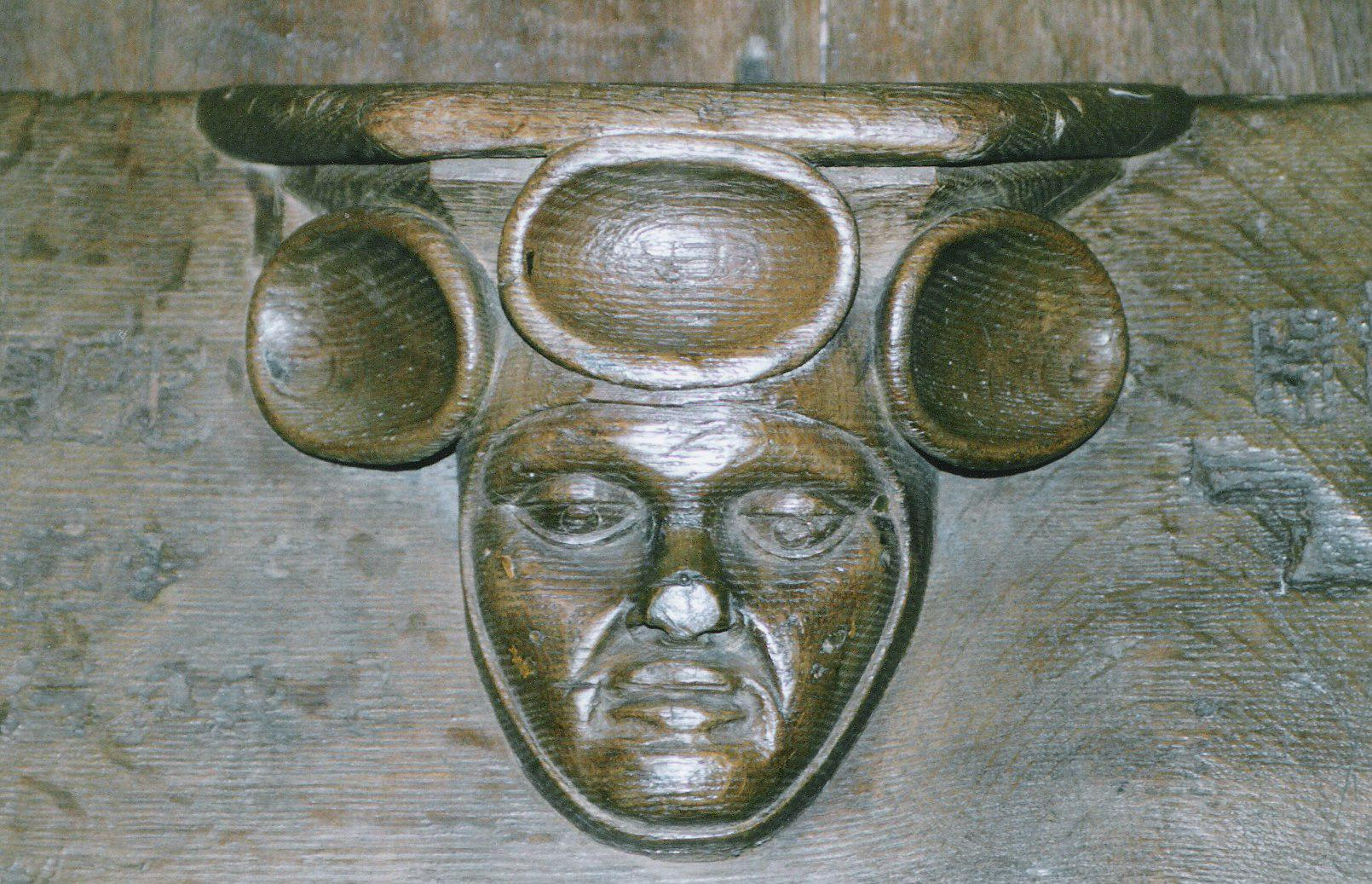
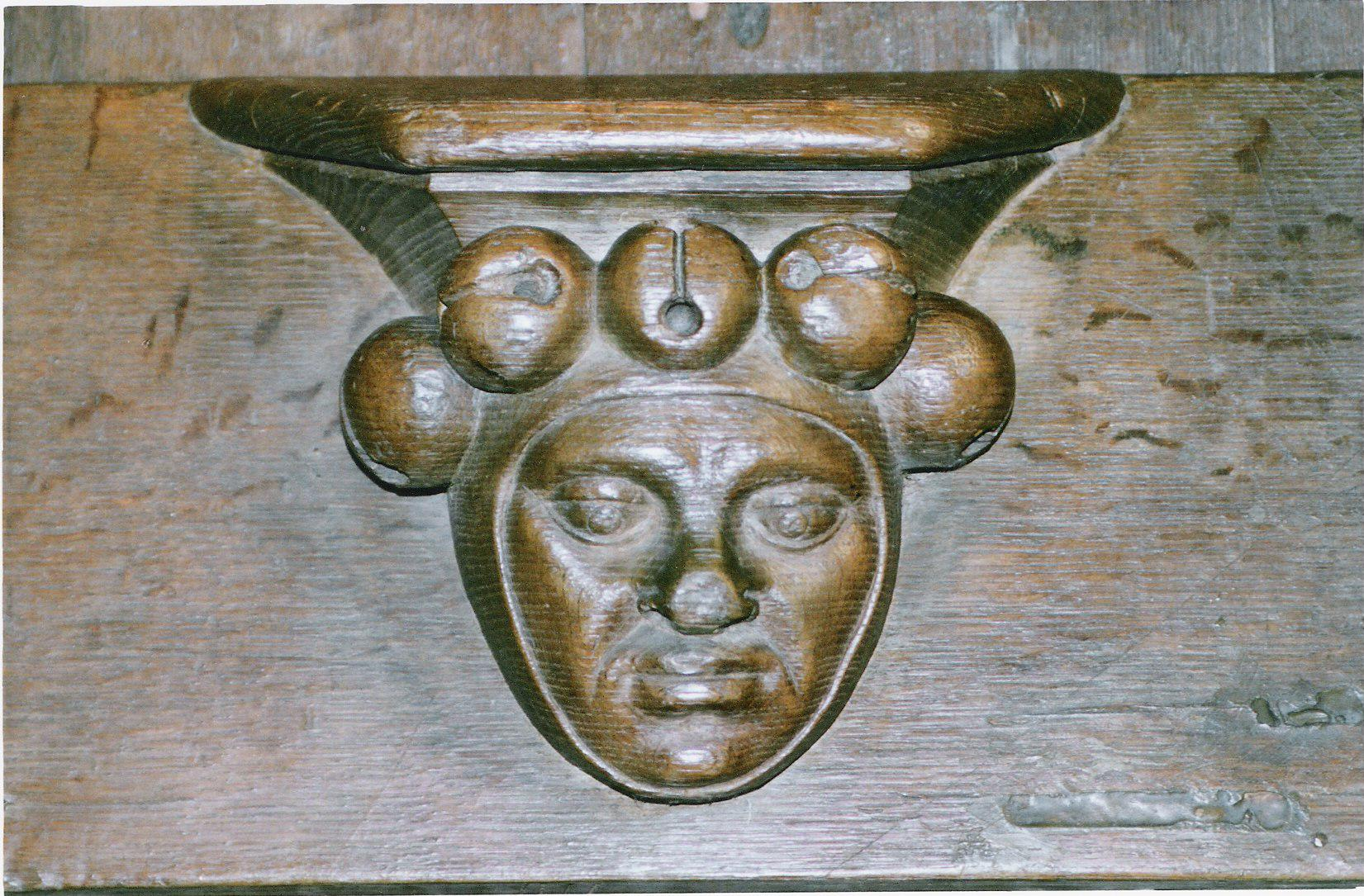
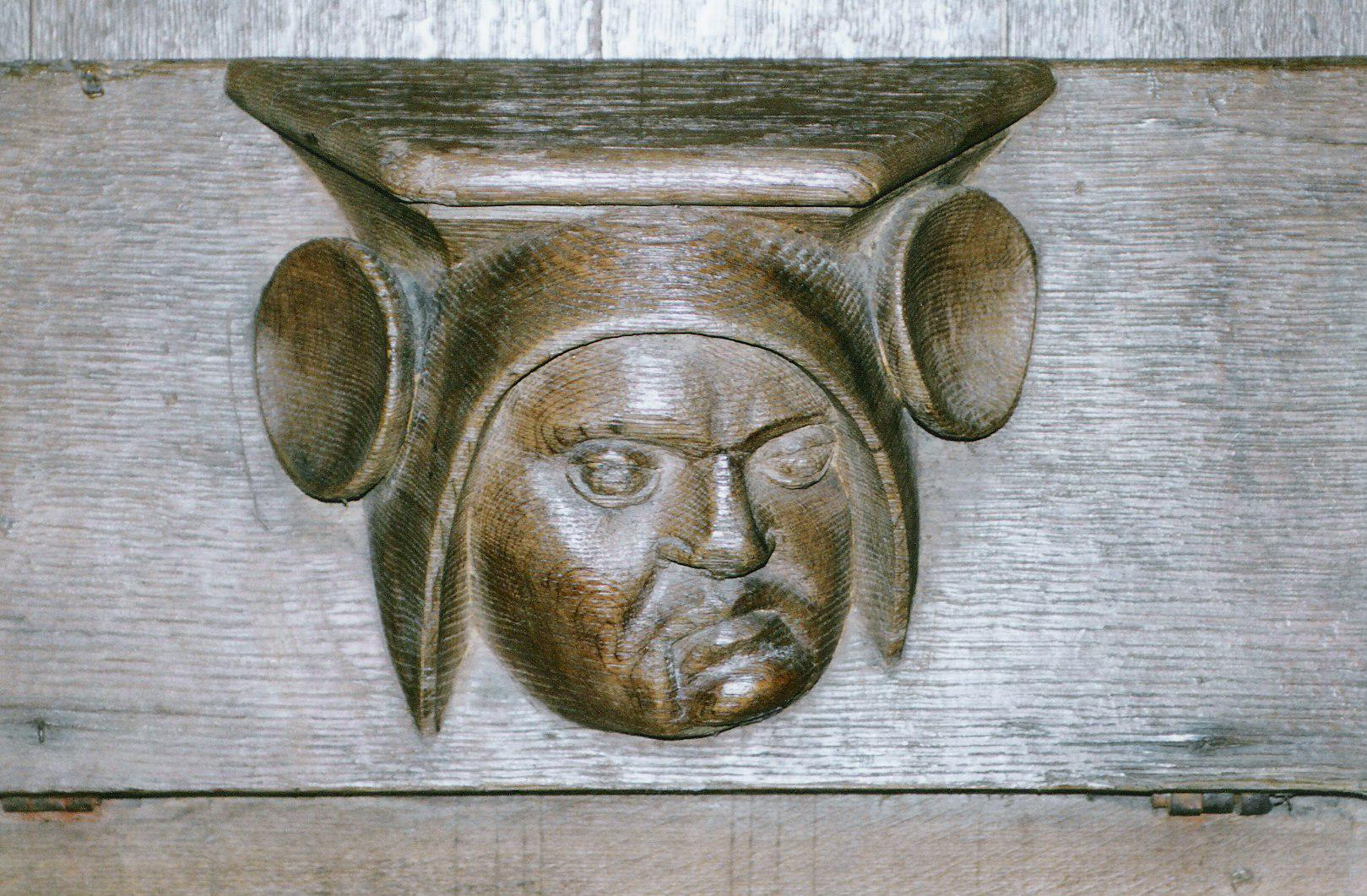
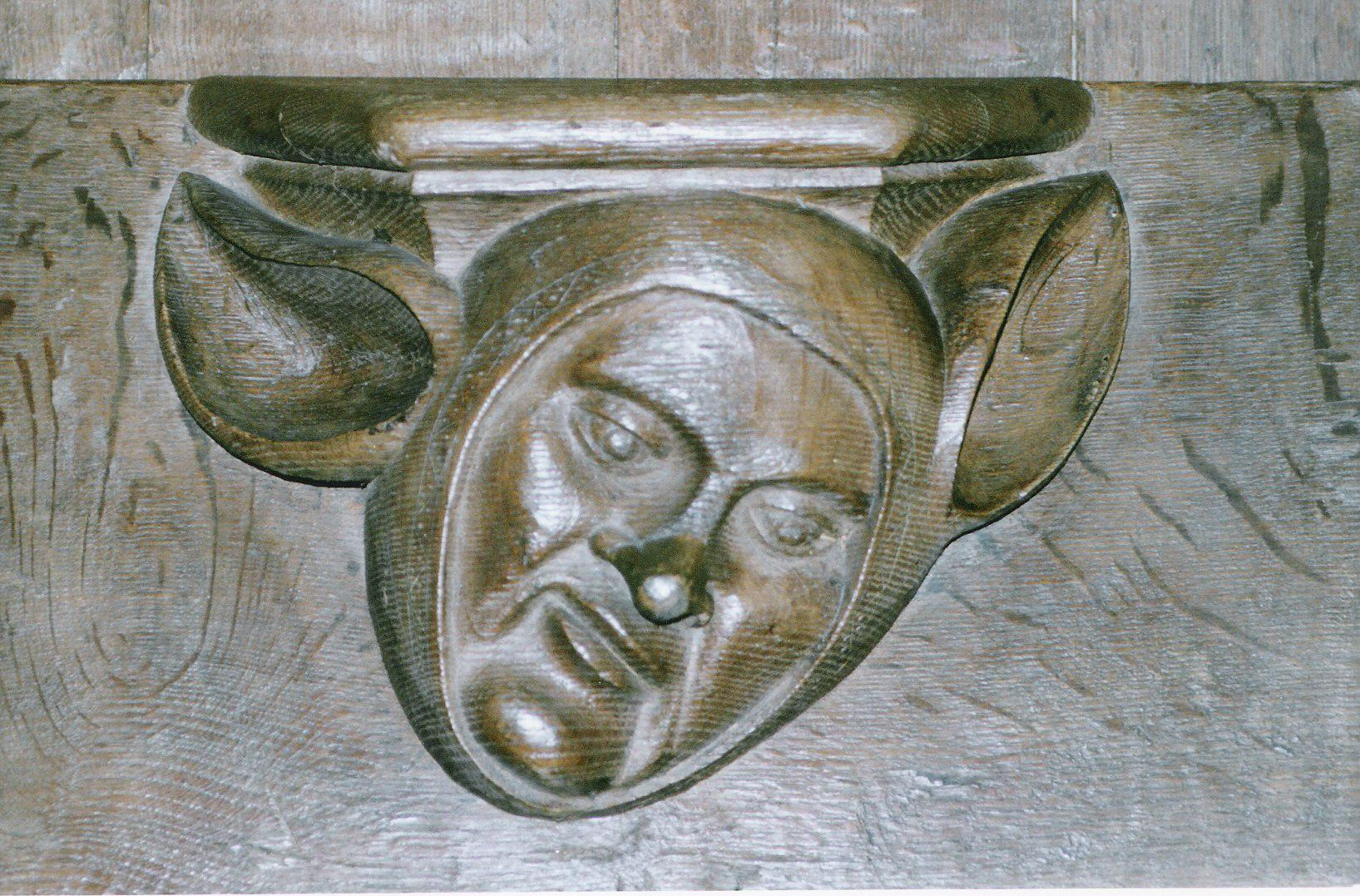
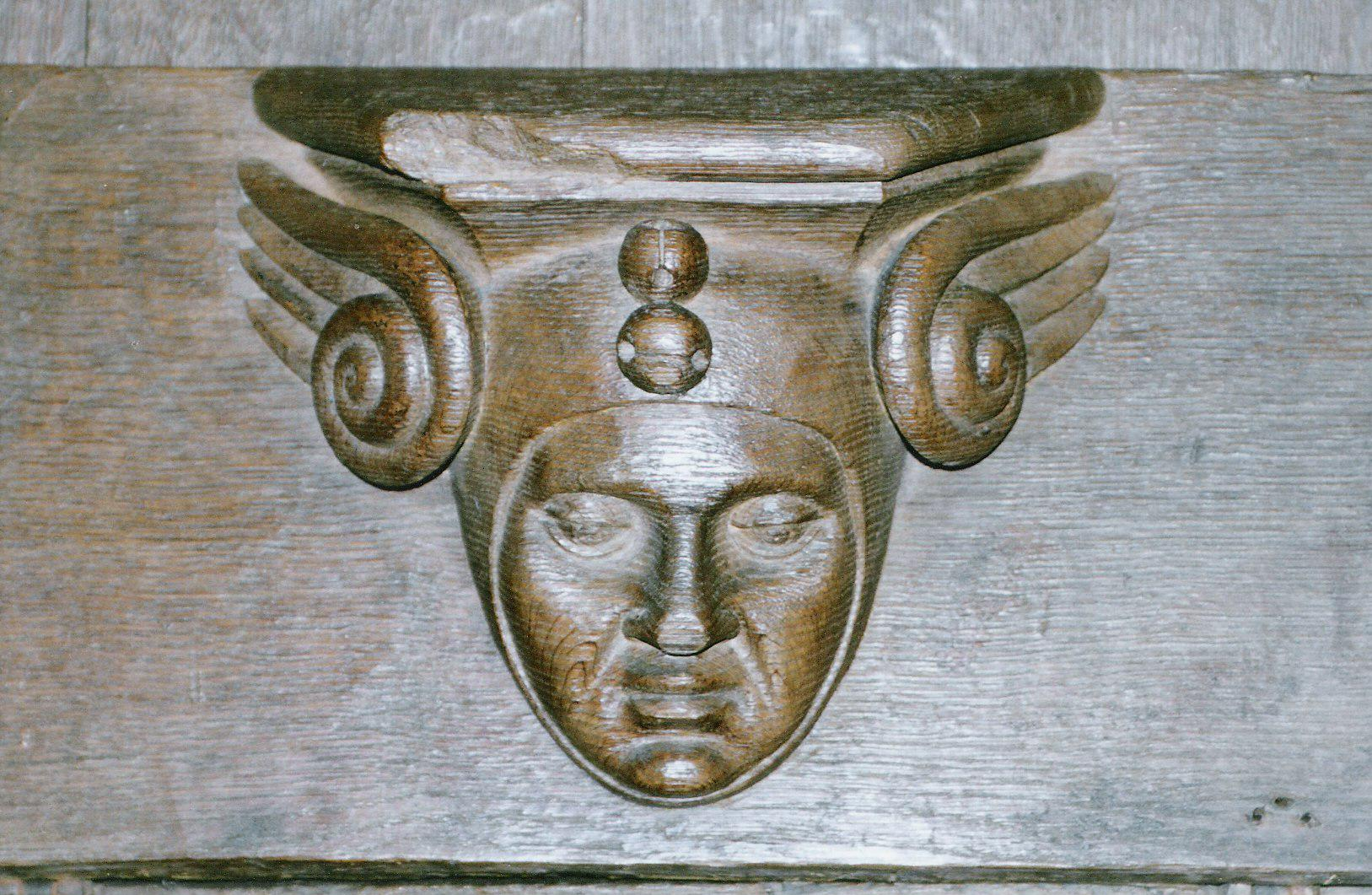
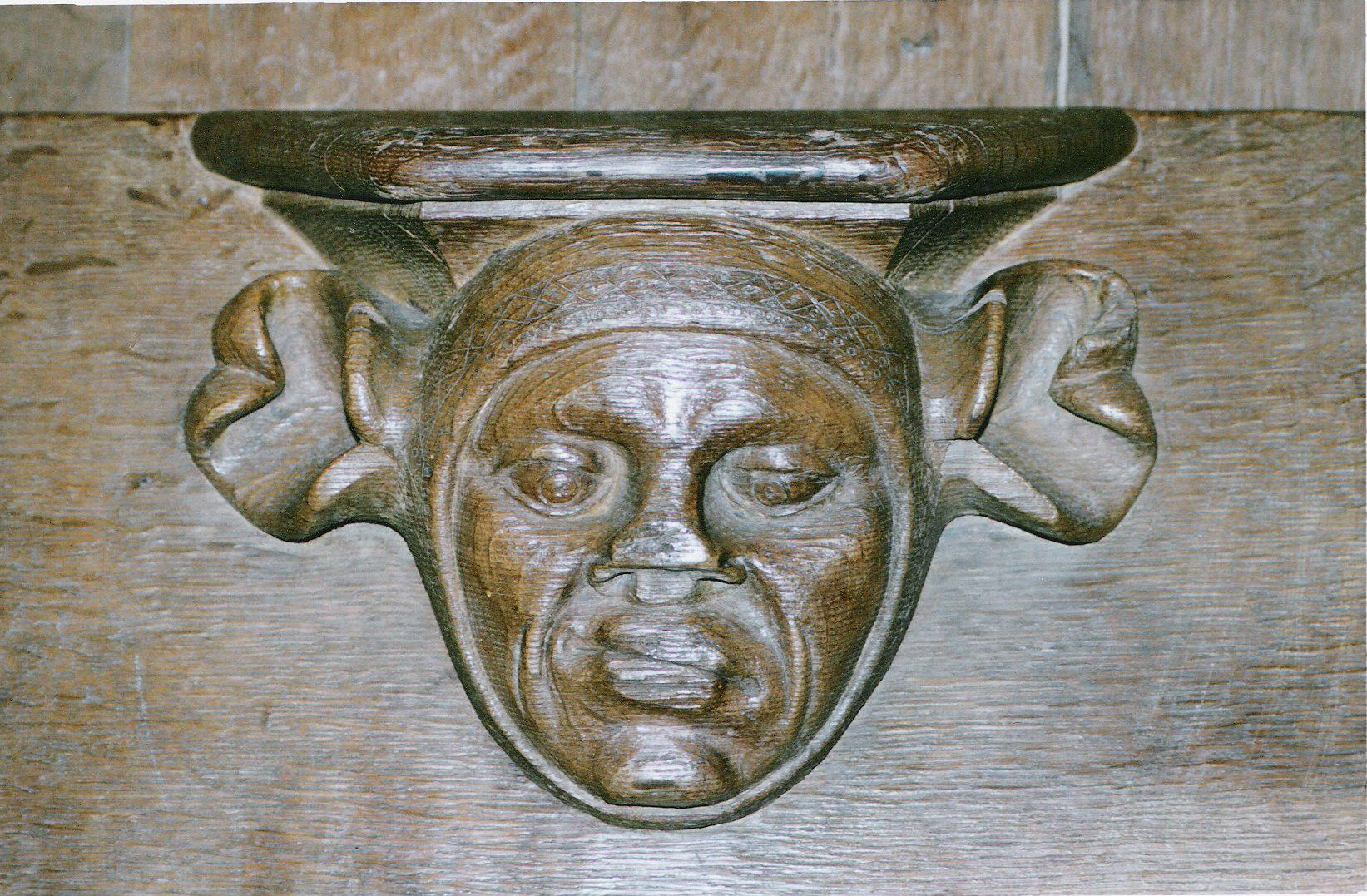

### Miséricordes sculptées (église Saint-Gervais-Saint-Protais de Paris)

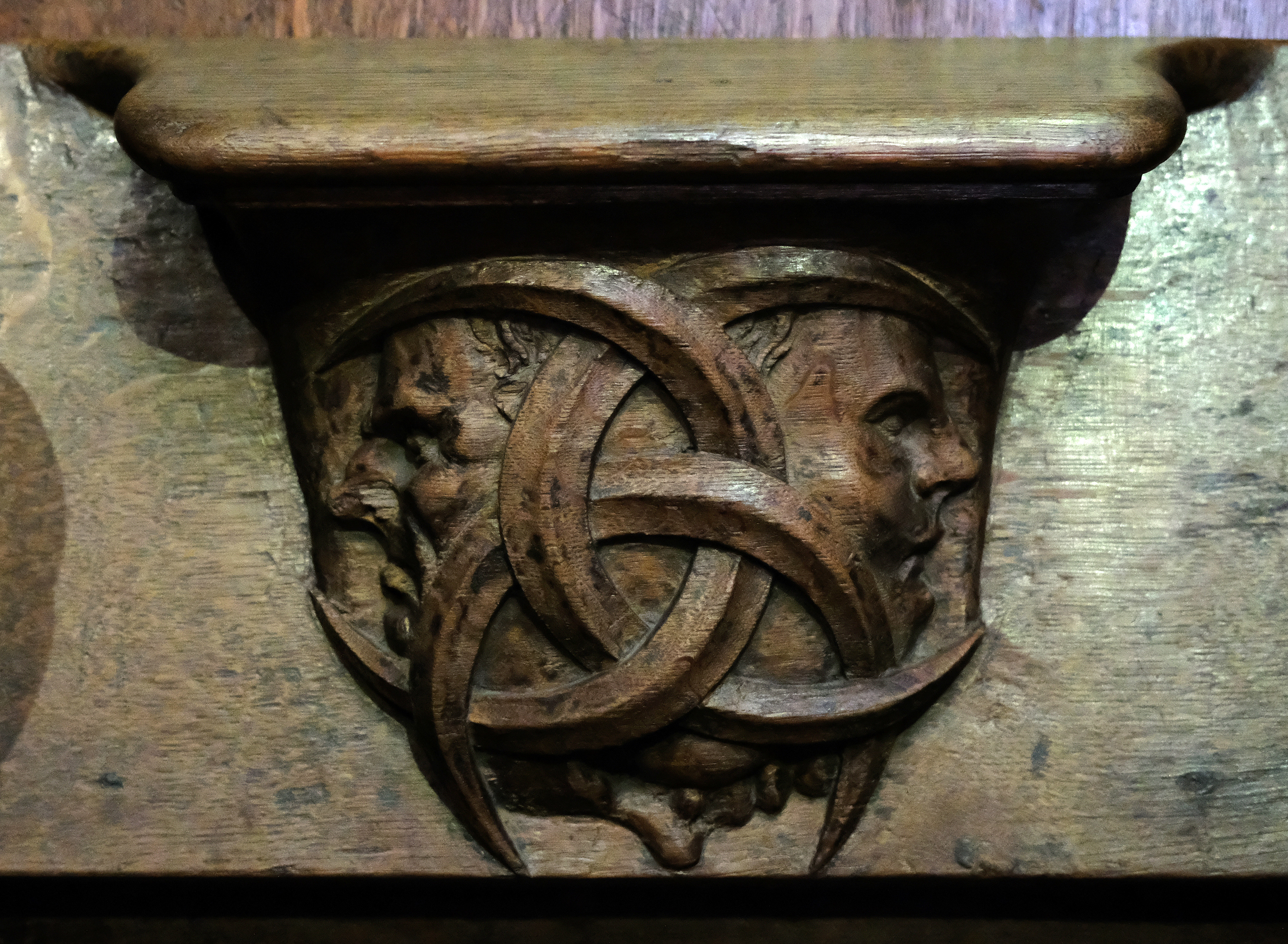
Miséricorde aux armes d'Henri III.
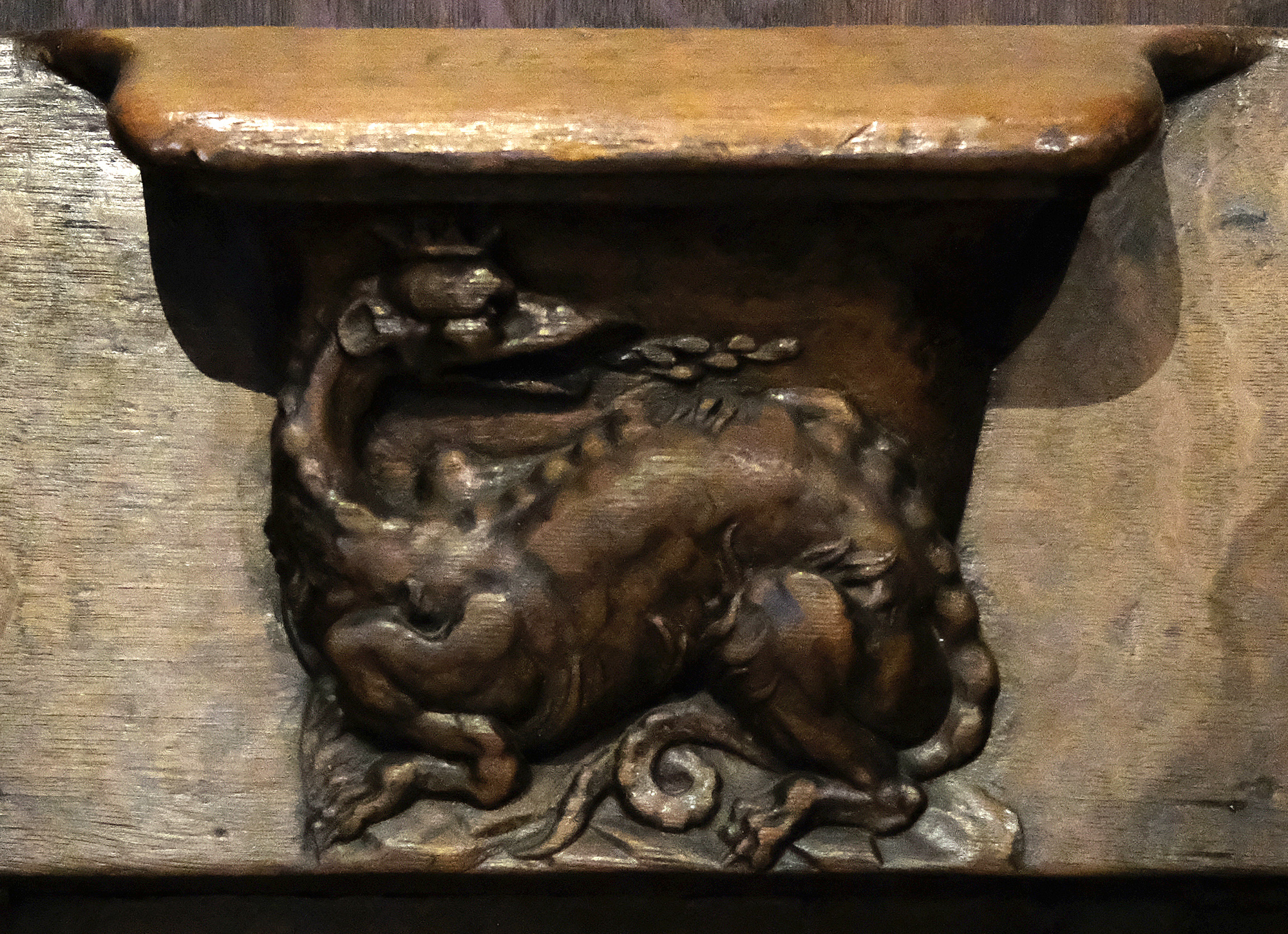
Miséricorde aux armes de François Ier.
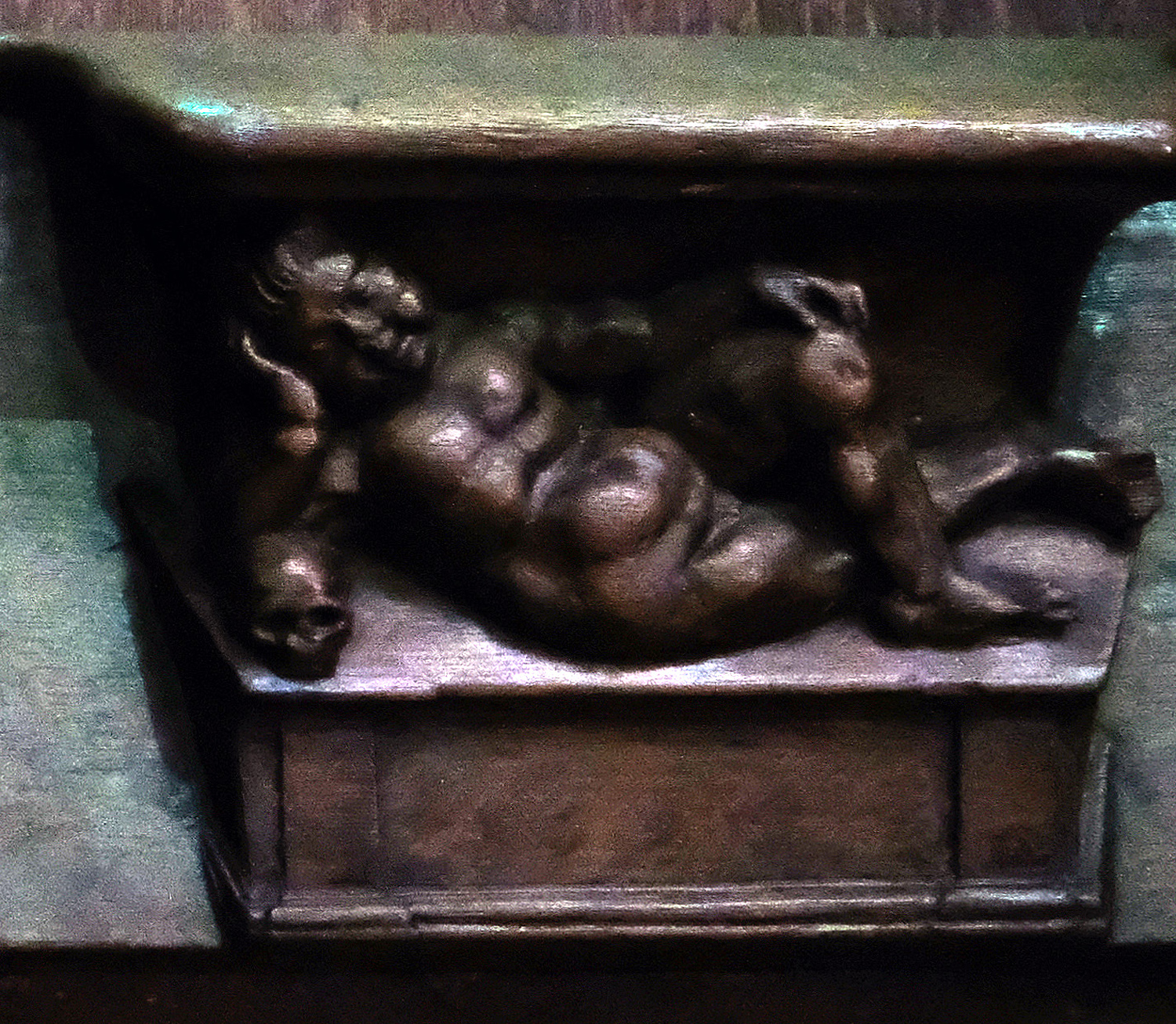
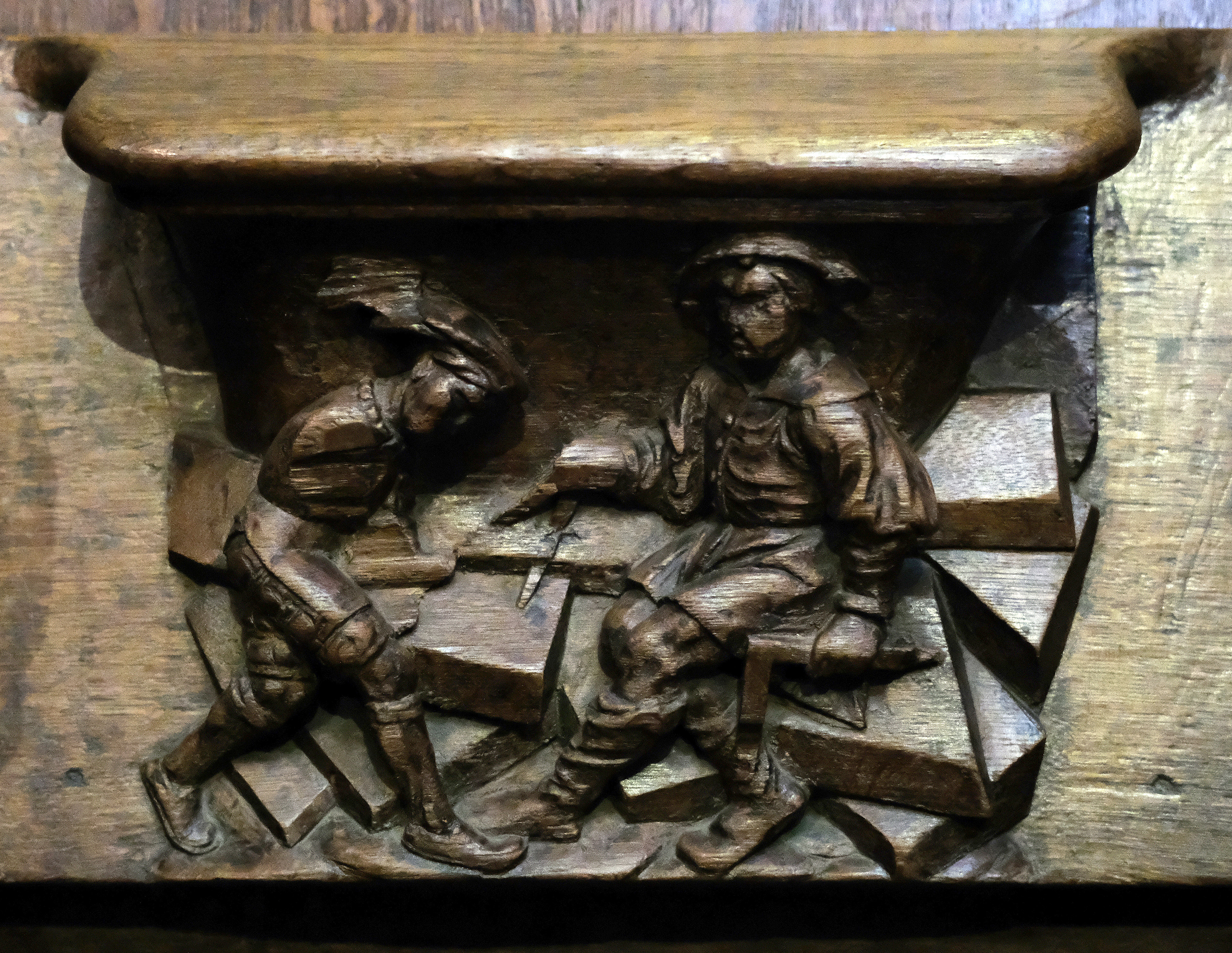
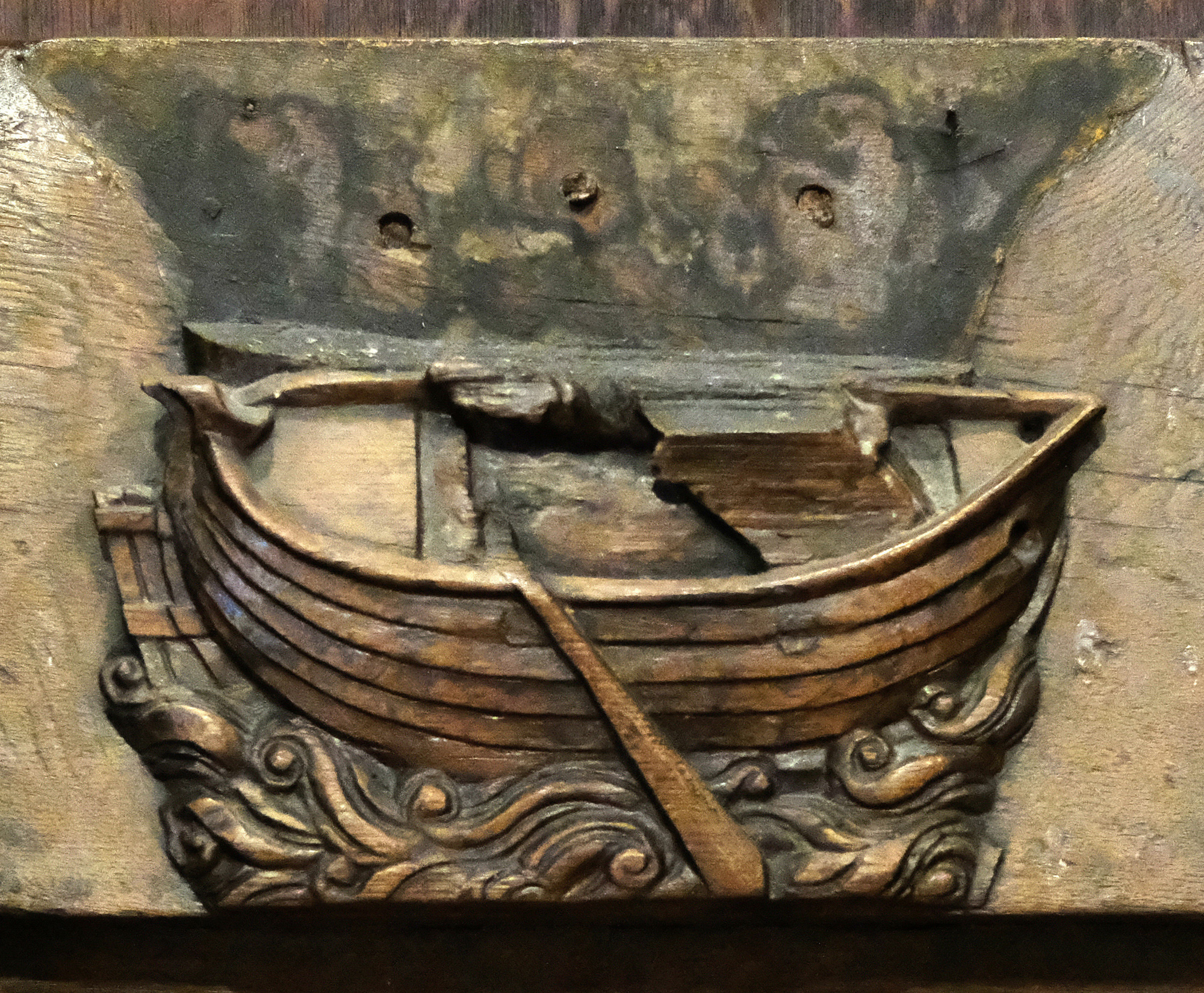
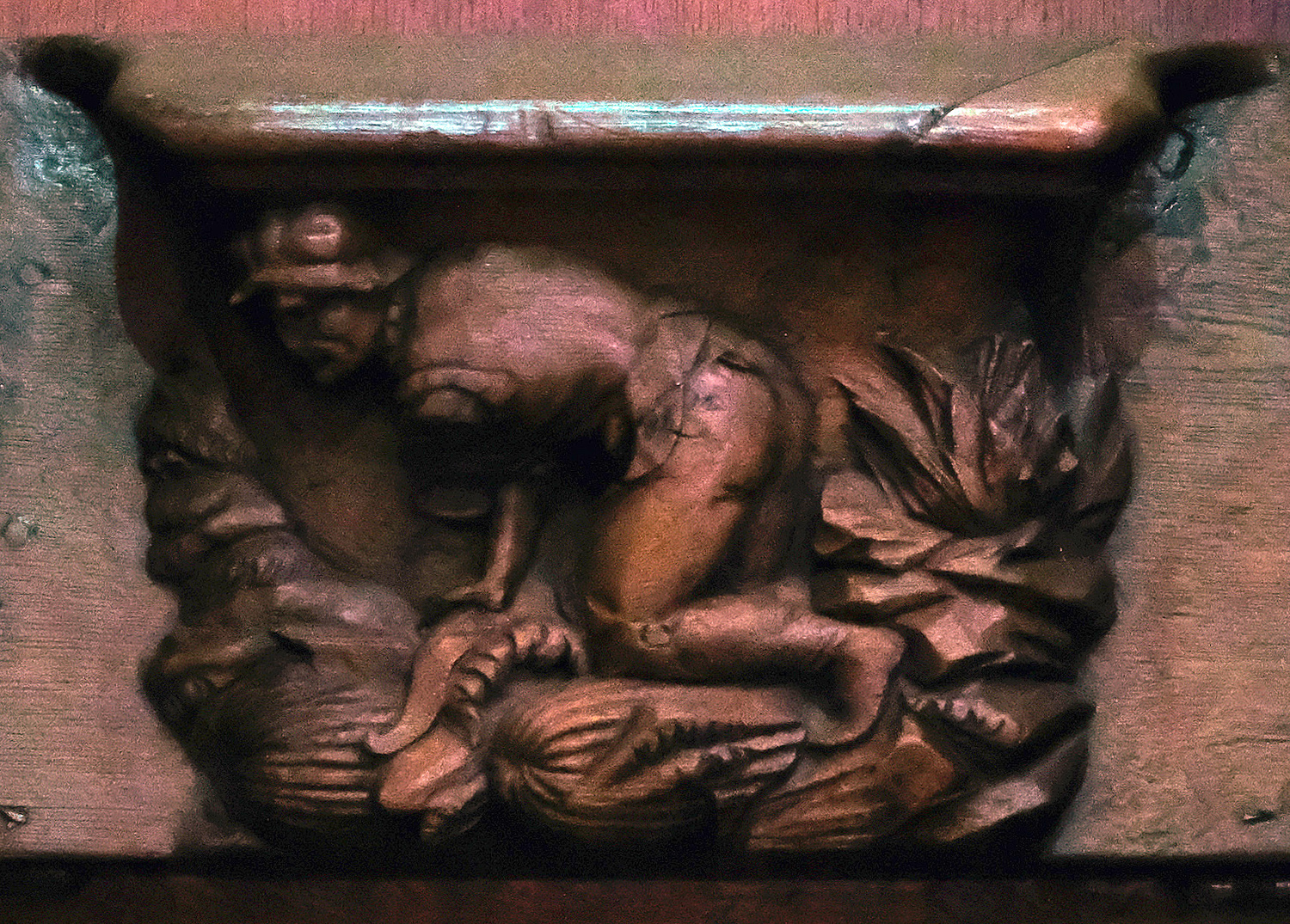
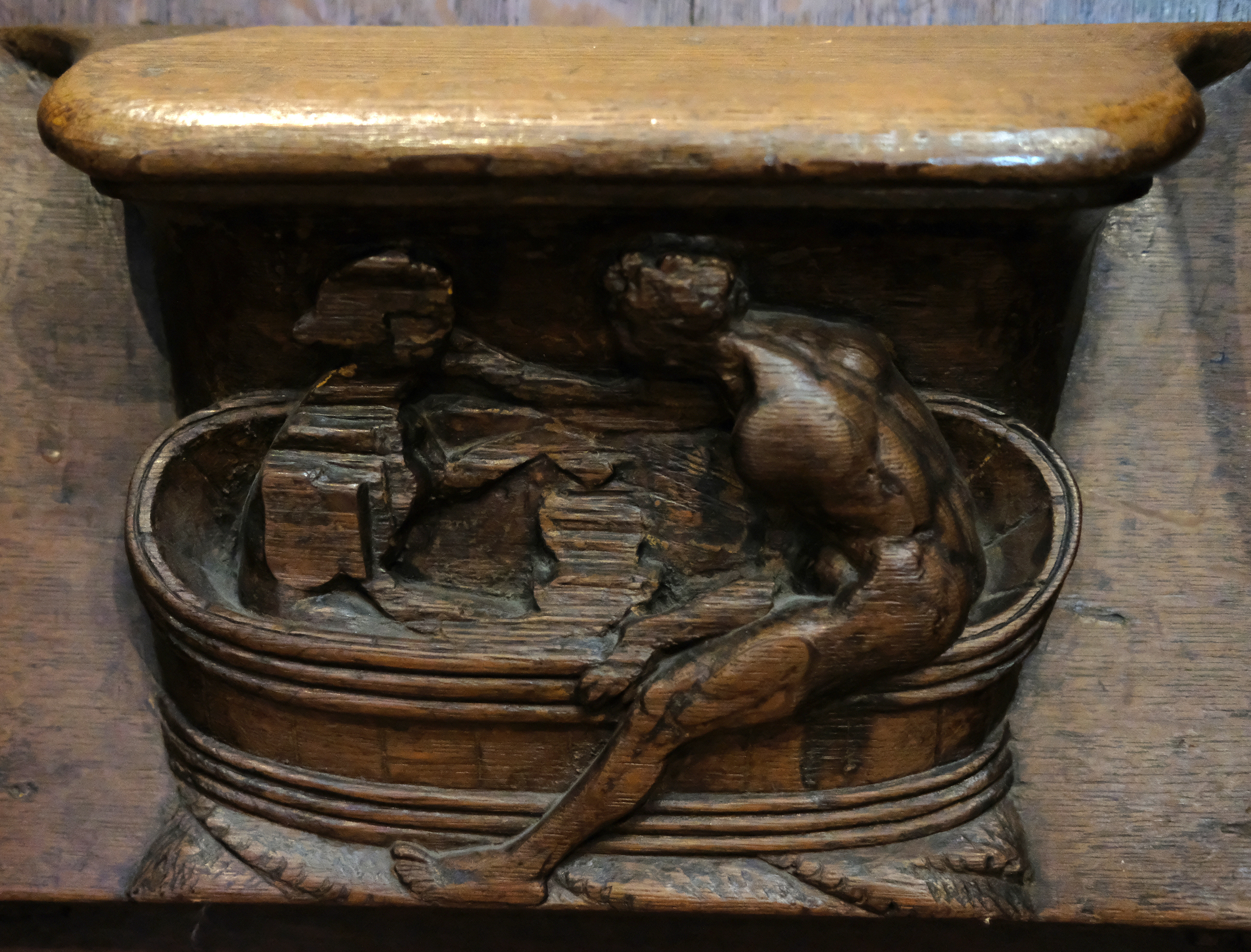
Miséricorde censurée.
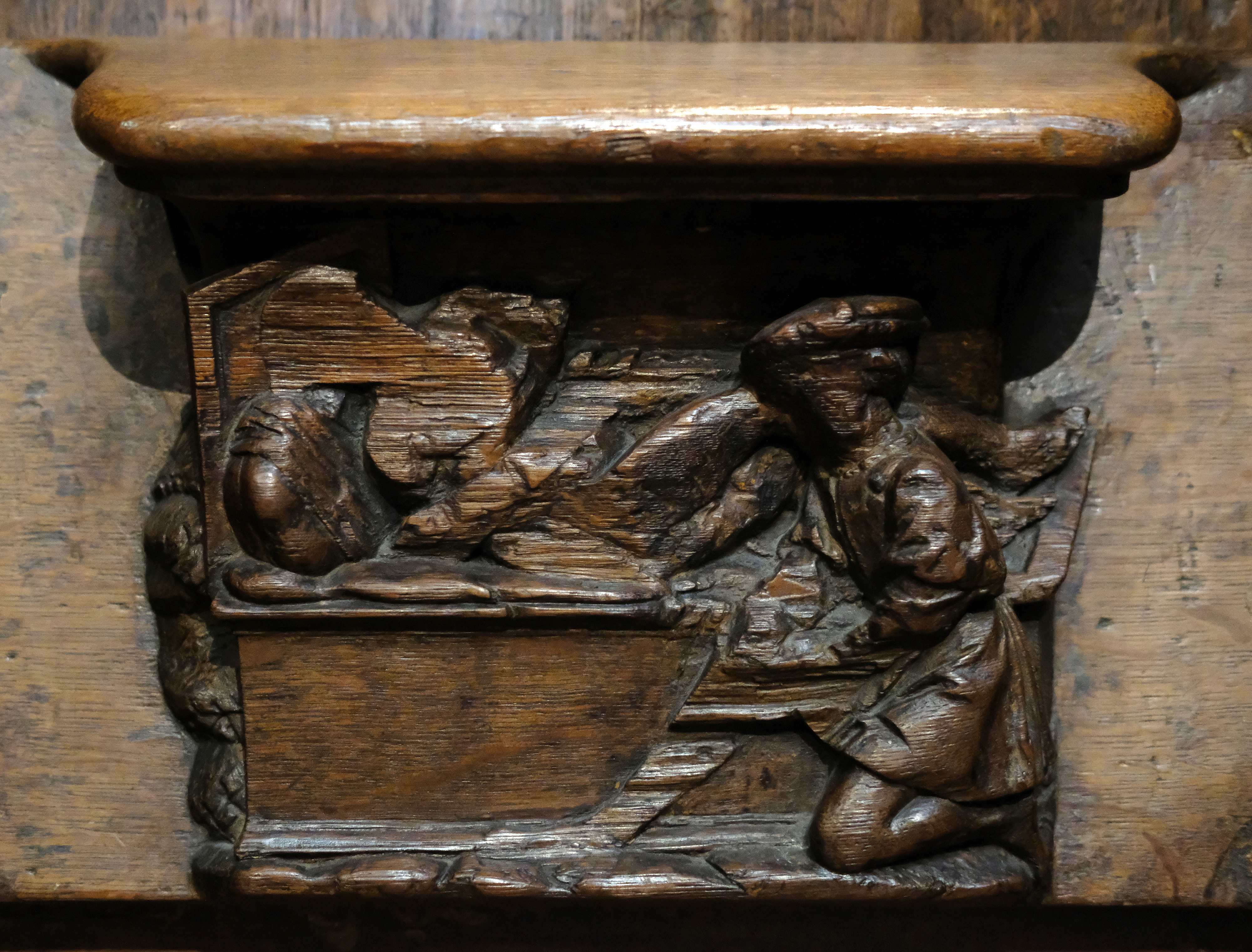
Miséricorde censurée.